# Fusée (astronautique)
Cet article concerne les caractéristiques techniques d'un engin propulsé par des moteurs-fusées mono ou multi étages. Pour les différentes utilisations, voir lanceur spatial, missile et fusée-sonde.
Pour les articles homonymes, voir Fusée (engin auto-propulsé).

Lancement d'une mission Apollo.

Lancement d’une fusée Soyouz.

En astronautique, une fusée est un véhicule qui se déplace dans l'atmosphère ou l'espace propulsé par un ou plusieurs moteurs-fusées. Ce type de propulsion permet d'une part d'atteindre des vitesses de plusieurs kilomètres par seconde tout en ne nécessitant pas la présence d'une atmosphère pour fonctionner (engin autopropulsé c'est-à-dire qui contient en lui-même toute l'énergie nécessaire à sa propulsion) et d'autre part permet de fournir des poussées pouvant atteindre plusieurs centaines de tonnes.
En superposant plusieurs étages de fusée de taille décroissante largués au fur et à mesure de l'épuisement des ergols, une fusée permet de placer en orbite une charge utile (satellite artificiel), voire d'échapper à l'attraction terrestre pour explorer les différents corps célestes du système solaire. Les plus grosses fusées construites, comme Saturn V, permettent de placer jusqu'à 150 tonnes en orbite basse.
Le moteur-fusée est au cœur du fonctionnement d'une fusée. Les ergols (carburant et comburant puisés dans les réservoirs) sont injectés sous une pression très élevée dans sa chambre de combustion et les gaz produits par la combustion sont accélérés par une tuyère dont la forme est optimisée pour convertir l'énergie thermique en énergie cinétique.
La loi de la conservation de la quantité de mouvement détermine l'accélération subie : celle-ci dépend de la masse des gaz brulés éjectés et de la vitesse d'éjection de ceux-ci (Équation de Tsiolkovski). Le rendement de cette propulsion, mesuré par l'impulsion spécifique, dépend principalement et de la pression dans la chambre de combustion (celle-ci est déterminée par la technique mise en œuvre par le système d'alimentation) et de la nature des ergols utilisés. Pour atteindre des vitesses permettant la mise en orbite, la fusée comprend plusieurs étages (généralement deux ou trois) assistés éventuellement de plusieurs propulseurs d'appoint qui sont largués au fur et à mesure de leur utilisation. La charge utile fixée au sommet de la fusée est protégée par une coiffe qui est larguée lorsque la fusée atteint les régions où la densité de l'atmosphère est faible.
Des fusées très rudimentaires et à très courte portée sont mises au point dès le Moyen Âge pour un usage militaire. La science des fusées est théorisée principalement par le russe Constantin Tsiolkovski à la fin du XIXe siècle et mise en pratique sur des fusées performantes dès 1935 par le chercheur américain Robert H. Goddard et surtout par des chercheurs allemands (Hermann Oberth) qui mettent au point au début des années 1940 le premier missile balistique V2 utilisé de manière intensive durant la Seconde Guerre mondiale. Durant cette même période sont développés d'autres applications militaires : roquette, fusée d'assistance au décollage, premiers missiles antiaériens. La période de la guerre froide, qui succède à ce conflit mondial, stimule la recherche qui aboutit au développement des missiles balistiques intercontinentaux pouvant porter une arme nucléaire de l'autre côté de la planète et capables d'anéantir des pays entiers.
Vers la fin des années 1950 toutes les connaissances techniques nécessaires la mise au point de lanceurs spatiaux sont maitrisées : c'est le début de l'ère spatiale  avec la mise en orbite des premiers satellites. Les fusées constituent progressivement un vecteur essentiel pour de nombreuses applications spatiales tant militaires que civiles : télécommunications, études scientifiques de la Terre et du système solaire, navigation, reconnaissance militaire. Chaque année de 100 à 200 lanceurs spatiaux décollent pour placer en orbite des satellites dont le nombre croit ces dernières années de manière exponentielle. La technologie des fusées est également au cœur de nombreux types d'armes allant du missile antichar au missile balistique embarqué sur sous-marin.
Les fusées modernes mettent en œuvre des technologies qui étaient pour l'essentiel déjà maîtrisées durant la décennie 1960. Les recherches contemporaines poursuivent principalement deux objectifs : d'une part abaisser le coup de fabrication (un lanceur lourd capable de placer une vingtaine de tonnes en orbite basse peut coûter plus de 100 millions €) et d'autre part, de manière plus marginale, augmenter le rendement de la propulsion. Le développement du lanceur partiellement réutilisable Falcon 9 devenu opérationnel durant la deuxième moitié de la décennie 2010 contribue largement au premier objectif et la mise au point d'un lanceur complètement réutilisable est envisageable à court terme. L'augmentation du rendement de la propulsion, qui concerne plutôt l'étage supérieur des fusées, nécessite le passage au stade opérationnel de solutions techniques confinées aujourd'hui aux laboratoires : propulsion nucléaire thermique, Moteur VASIMR, etc.

## Définition
Une fusée est un engin autopropulsé (c'est-à-dire qui contient en lui-même toute l'énergie nécessaire à sa propulsion) qui se déplace dans l'atmosphère ou l'espace grâce à un ou plusieurs moteurs-fuséees. Ce type de moteur à réaction fonctionne en brulant des ergols uniquement stockés dans ses réservoirs (contrairement à un moteur à réaction classique qui utilise comme comburant l'oxygène de l'atmosphère). Cette particularité permet à la fusée de fonctionner dans le vide de l'espace. Grâce à la pression très élevée atteinte dans la chambre de combustion et au recours à une tuyère qui permet d’accélérer les gaz brulés, ce type de propulsion permet d'atteindre des vitesses très élevées (plusieurs km/s) et des poussées de plusieurs centaines de tonnes. Les domaines d'applications sont à la fois militaires (missiles, missiles balistiques, missiles balistiques intercontinentaux) et civils (lanceurs spatiaux, fusées-sondes).

## Principes de fonctionnement
Le cœur d'une fusée est sa propulsion qui par définition est assurée par un ou plusieurs moteurs-fusées. Celui-ci fonctionne en éjectant à grande vitesse de la matière dont les éléments sont stockés initialement dans ses réservoirs (ergols). L'éjection découle soit de l’exploitation de l'énergie chimique contenue dans les ergols soit en accélérant ceux-ci grâce à un champ électrique ou magnétique. Le déplacement de la fusée est régi par la loi de la conservation de la quantité de mouvement : le gain de vitesse obtenu, déterminé par l'équation de Tsiolkovski, est proportionnel d'une part à la vitesse d'éjection de la matière et au d'autre part logarithme népérien de l'indice structurel qui est le ratio entre la masse initiale de la fusée et sa masse finale après la phase de propulsion. La vitesse d'éjection est au maximum de 4,5 km/s pour les ergols les plus performants. Même en optimisant la masse à vide de la fusée, les calculs indiquent qu'un lanceur spatial, qui doit atteindre une vitesse de 7,7 km/s pour se placer sur une orbite terrestre basse, ne pourra transporter dans le meilleur des cas, qu'une charge utile peu importante. Pour contourner cette contrainte, un lanceur spatial comporte plusieurs étages, qui sont largués au fur et à mesure de leur utilisation.

### Fonctionnement du moteur-fusée
Dans le cas classique des moteurs-fusées dits thermochimiques, la propulsion repose, comme pour un moteur à essence de voiture, sur l'énergie dégagée par la combustion d'un carburant avec un comburant (ergols). Le moteur-fusée comporte deux éléments essentiels : la chambre de combustion et la tuyère. Les ergols sont brûlés dans la chambre de combustion : cette réaction chimique qui fait intervenir le réducteur (le carburant) et l'oxydant (le comburant), est fortement exothermique c'est-à-dire qu'elle dégage de la chaleur et porte les gaz résultant de la combustion à des températures de plusieurs milliers de degrés. Les gaz produits s'échappent de la chambre de combustion par un orifice relativement étroit. Dans le cas d'un moteur-fusée (mais ce n'est pas le cas d'un feu d'artifice) cet orifice est occupé par une tuyère de Laval caractérisée par une forme spécifique (cône convergent puis divergent) qui permet d'accroitre considérablement la vitesse des gaz expulsés : en circulant dans la tuyère la pression et la température du gaz diminue tandis que sa vitesse s'accroit. L'énergie thermique de la combustion s'est transformée en énergie cinétique. L'expulsion des gaz à grande vitesse (entre 2000 et 4 500 m/s selon les ergols utilisés et l'efficacité du moteur-fusée) génère une poussée sur la fusée en sens opposé en application de la loi de la conservation de la quantité de mouvement. La vitesse de la fusée s'accroit.
- À la différence d'un moteur classique le comburant (par exemple l'oxygène) est stocké dans la fusée et non pas aspiré dans l'atmosphère ce qui permet à la fusée de fonctionner dans le vide ou dans une atmosphère très raréfiée.
- Dans un moteur-fusée à ergols liquides le comburant et le carburant stockés dans des réservoirs sous forme liquide sont injectés dans la chambre de combustion sous pression grâce à un système d'alimentation qui peut prendre différentes formes : turbopompe, mise en pression des réservoirs.... Dans la propulsion à propergol solide la chambre de combustion est le canal central percé dans le bloc solide constitué par le mélange de comburant et de carburant. La couche superficielle du canal dans le bloc de propergol brûle et génère des gaz qui sont expulsés par une tuyère selon les mêmes principes que la propulsion à ergols liquides.
- Il se développe depuis plusieurs décennies des moteurs ioniques ou plasmiques dont le principe est très proche de celui des fusées à eau : un gaz noble (xénon) est accéléré à très haute vitesse par un dispositif électrique (dix fois plus vite que dans un très bon moteur thermochimique) puis éjecté. Ces moteurs trouvent leur énergie dans une alimentation électrique externe (panneaux solaires, en général) et n'utilisent donc le gaz neutre que pour la conversion de cette énergie en énergie cinétique permettant la propulsion de l'engin selon le principe de conservation de la quantité de mouvement.

### Équation de Tsiolkovski
Le gain de vitesse d'un engin propulsé par un moteur-fusée est régi par la loi de la conservation de la quantité de mouvement : le changement de vitesse (noté {\displaystyle \Delta v}) sur une durée donnée est proportionnel au logarithme népérien de la masse de gaz expulsée durant ce laps de temps divisée par la masse totale de la fusée au début de la période considérée. Le changement de vitesse est également proportionnel à la vitesse d'éjection du gaz,.
Plus précisément cette loi, dite équation de Tsiolkovski, s'énonce ainsi :
{\displaystyle \Delta v=v_{e}\,\ln {\frac {m_{0}}{m_{1}}}}
où :
- {\displaystyle \Delta v} est la variation de vitesse entre le début et la fin de la phase propulsée considérée, exprimée en m/s ;
- {\displaystyle v_{e}} est la vitesse d'éjection des gaz, exprimée en m/s ;
- {\displaystyle m_{0}} est la masse totale de la fusée au début de la phase propulsée ;
- {\displaystyle m_{1}} est la masse totale de la fusée à l'issue de la phase propulsée, exprimée dans la même unité que {\displaystyle m_{0}}.

Cette équation est établie en intégrant l'équation de conservation de la quantité de mouvement entre le début et la fin de la phase propulsée avec les hypothèses suivantes :
- la fusée n'est soumise qu'à la force de poussée fournie par ses moteurs, aucune autre action extérieure (gravité, efforts aérodynamiques) n'est prise en compte. Dans la réalité la force exercée par la gravité et, de manière plus marginale, la traînée induite par la friction de l'atmosphère sur le corps de la fusée ainsi que d'autre forces, réduisent {\displaystyle \Delta v} d'environ 1,5 à 2 km/s sur l'ensemble du vol dans le cas d'une satellisation autour de la Terre qui nécessite en l'absence de ces perturbation un {\displaystyle \Delta v} minimum de 7,7 km/s[4] ;
- le débit massique d'ergol est constant pendant la phase de propulsion ;
- la vitesse d'éjection des gaz est elle aussi constante ;
- la mesure du mouvement est faite dans un référentiel d'inertie.

### Impulsion spécifique
L'équation de Tsiolkovski montre que la vitesse d'éjection des gaz joue un rôle déterminant dans l'efficacité de la propulsion. L'impulsion spécifique (notée généralement Isp) est une caractéristique mesurant la performance d'un moteur-fusée qui découle directement de cette vitesse. Elle mesure le quotient de la poussée d'un propulseur, par le produit du débit massique de propergol par la valeur normale de l'accélération de la pesanteur (ou débit-poids du propergol éjecté). À poussée égale, plus l'Isp d'un propulseur est grande, moins il consomme d'ergols. L'impulsion spécifique, homogène à un temps, s'exprime en unités de temps (le plus souvent en secondes). Elle indique la durée pendant laquelle un kilogramme de propergol produit une poussée de 1 kilogramme-force, c'est-à-dire 9,81 Newton :
L'impulsion spécifique est limitée par les caractéristiques des ergols. Le mélange d'ergols qui permet de produire la meilleure impulsion spécifique et qui est souvent utilisé, est le couple hydrogène liquide/oxygène liquide. Dans le cas des moteurs-fusées à ergols liquides, l'exploitation la plus efficace du potentiel de ces ergols dépend de la pression dans la chambre de combustion qui elle-même découle du système d'alimentation choisi : pressurisation des réservoirs, turbopompe avec différentes variantes du cycle d'alimentation. Pour tous les types de moteur-fusée la géométrie de la tuyère est également un paramètre important.
| Mode de propulsion                                       | Isp théorique maximale | Vitesse d'éjection | Isp opérationnelle | Commentaires |
| -------------------------------------------------------- | ---------------------- | ------------------ | ------------------ | --- |
| hydrogène liquide/oxygène liquide                        | 532,5 s.               |                    | 452 s. (SSME)      | Cryogénique avec une température très basse, faible densité de l'hydrogène impose un réservoir de grande taille. |
| oxygène liquide/Kérosène                                 | 470,2 s.               |                    |                    | Semi cryogénique                                                                                                 |
| oxygène liquide/méthane                                  | 458,7 s.               |                    |                    | Semi cryogénique, alternative au kérosène pour les lanceurs réutilisables (dépôt de carbone plus faible)         |
| Peroxyde d'azote (N2O4) - 1,1-Diméthylhydrazine (\|UDMH) | 305 s.                 | 3270 m/s           |                    | Mélange hypergolique, très toxique                                                                               |
| Réacteur nucléaire / échangeur thermique                 | ~800 s.                | m/s                |                    | Pas opérationnel à ce jour                                                                                       |
| Propulseur électrique                                    | 1500 à 2000 s.         |                    |                    | Poussée très faible                                                                                              |

### Étagement
Le deuxième terme de l'équation de Tsiolkovski est le ratio entre la masse au décollage de la fusée et sa masse finale (masse à vide de la fusée proprement dite + masse de la charge utile). Ce ratio, appelé indice constructif, représente en général environ 10% de la masse au décollage. Plus il est faible, plus la masse de la charge utile est élevée. Mais il est très difficile de l'abaisser avec les technologies actuelles. Compte de sa valeur et de la vitesse d'éjection des ergols les plus performants (environ 4500 m/s pour le couple hydrogène liquide/oxygène liquide), l'équation de Tsiolkovski démontre qu'une fusée ne comportant qu'un seul étage ne permet pas de mettre en orbite basse une charge utile d'une masse significative dans la mesure où cela nécessite que la fusée atteigne une vitesse de 9,2 km/s. Pour cette raison, un lanceur spatial comporte plusieurs étages. Une fois qu'un étage à épuisé son carburant, il est largué et les moteurs de l'étage suivant sont mis à feu. Dans sa nouvelle configuration, la fusée a un indice constructif bien meilleur.
Les performances d'un lanceur spatial multi-étages sont limitées par la masse totale qui croit rapidement et débouche sur des engins gigantesques. Ainsi Saturn V, qui était le lanceur spatial, le plus puissant ayant eu une activité opérationnelle (en date de janvier 2024), était haut de plus de 100 mètres avec un diamètre à la base de 10 mètres et une une masse au décollage de plus de 3 500 tonnes. La fusée ne pouvait placer en orbite terrestre basse qu'une masse de 150 tonnes soit 4 % de la masse au décollage.
Les lanceurs modernes comprennent le plus souvent deux à trois étages. Le premier étage est généralement optimisé pour fournir une poussée important au détriment du rendement (impulsion spécifique). Dans ce but il peut être flanqué de propulseurs d'appoint (par exemple Ariane 5, Delta IV, Atlas V) dont le rôle est de fournir une poussée additionnelle durant les deux premières minutes du vol. Ces accélérateurs qui sont généralement à poudre peuvent avoir une poussée supérieure au premier étage proprement dit (Ariane 5) mais sont largués longtemps avant que le premier étage ait épuisé son carburant. L'étage supérieur communique la part la plus importante de la vitesse horizontale au satellite. Pour augmenter les performances de cet étage, on choisit souvent une propulsion cryogénique. Sur les lanceurs les plus sophistiqués le dernier étage peut être éteint et rallumé plusieurs fois ce qui donne plus de souplesse notamment lorsque la charge utile doit être placée sur une orbite ou lorsque la fusée emporte plusieurs satellites qui doivent circuler sur des orbites nettement différentes.

### Équilibre des forces aérodynamiques
Les premières fusées de l'ère moderne développées notamment par Goddard ou Winkler comportaient une tuyère située au-dessus des réservoirs : ils pensaient qu'ainsi la fusée serait stable, les réservoirs ne pouvant que suivre le moteur comme la charrue suit le bœuf. Il n'en était rien. Goddard est l'un des premiers à comprendre que cette conception était erronée et que c'était l'action de l'air sur l'ogive (principalement) qui faisait tournoyer la fusée (comme tournoie un ballon de baudruche gonflé et libéré). Pour qu'une fusée soit stable, il faut simplement que son centre de masse soit suffisamment « en avant » (ou « en haut » pour une fusée qui monte) de son centre de pression aérodynamique. Cependant, les moyens de déterminer simplement la position du centre de pression aérodynamique d'une fusée n'existaient pas encore. Ce fut le rapport de James et Judith Barrowman qui apporta ces moyens.
Le texte Le Vol de la Fusée, de Planète Sciences, seule association autorisée en France à lancer des fusées sous l'égide du CNES, est basé sur les travaux des Barrowman, du moins dans sa partie « stabilité statique ».
Deux formes de stabilité doivent être prises en considération :
La stabilité statique qui est la faculté d'une fusée de revenir « dans un certain délai » à une incidence aérodynamique nulle après une perturbation c'est-à-dire une turbulence de l'air traversé par la fusée. Ce délai n'est pas fourni par les calculs de stabilité statique.
La stabilité dynamique qui concerne le temps que met la fusée pour revenir à une incidence aérodynamique nulle après une perturbation. Dans la pratique et dans le meilleur des cas, ce retour « au neutre » de la fusée après une perturbation se produira après un certain nombre d'oscillations amorties de son axe autour de la direction générale de la trajectoire.
Les fusées commerciales modernes, comme Ariane 5 ou Ariane 6, Falcon 9, sont instables aérodynamiquement. Elles doivent donc, pour ne pas être victimes d'embardées destructrices, être pilotée activement par braquage rapide de certain(s) de leurs moteurs (voir Pilotage ci-dessous). C'était déjà le cas de la fusée de la conquête de la Lune Saturne V : Celle-ci comportait à sa base des petits ailerons seulement pour donner à l'équipage le temps de l'abandonner en cas de panne des moteurs (car sans moteurs, pas de stabilisation active, donc perte de la trajectoire et embardée destructrice). L'ex fusée lunaire N1 soviétique possédait également, à sa base, pour la même raison de sauvegarde de l'équipage, des panneaux cellulaires stabilisateurs.

## Propulsion

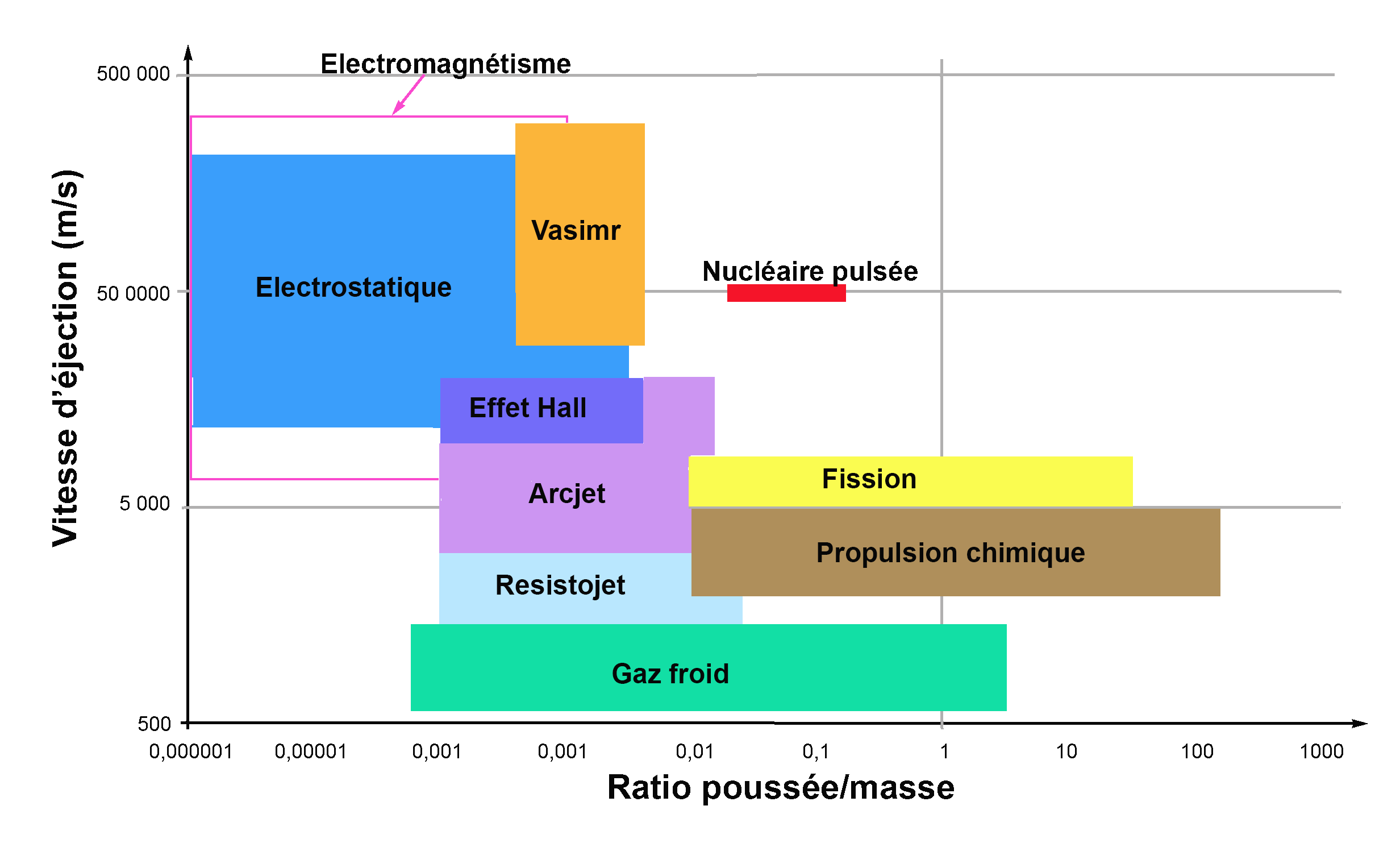
Comparaison des vitesses d'éjection et des ratios poussée sur masse des différentes catégories de propulsion spatiale. Les fusées utilisent principalement l'énergie chimique. Les autres modes de propulsion soit ne peuvent être mis en œuvre que lorsque l'engin spatial a pratiquement échappé au champ de gravitation (rapport poussée sur masse < 1 ou vitesse d'éjection trop faible) soit n'ont pas été mis en œuvre (fission, fusion, VASIMR) pour différentes raisons.

La propulsion d'une fusée est obtenue, dans la majorité des cas, par un moteur-fusée exploitant l'énergie chimique. Les moteurs utilisés appartiennent à l'une des deux catégories suivantes :
- les moteurs-fusées à ergols liquides très performants (poussée délivrée pour une masse d'ergols donnée) mais d'une technologie complexe et coûteuse. Leur poussée peut être modulable et ils peuvent être rallumés à plusieurs reprises.
- les moteurs-fusées à propergol solide moins performants mais relativement rustiques (donc peu moins couteux) et capables de fournir des poussées très importantes. Ils sont souvent utilisés sur les fusées récentes pour accroitre la poussée au décollage. Ils ne peuvent être rallumés et l'évolution de leur poussée durant le vol est déterminée à l'avance par la géométrie de leur bloc de poudre.

### Moteurs à ergols liquides
Le moteur-fusée comprend :

Schéma d'un moteur-fusée à propergol liquide avec un système d'alimentation à flux intégré.

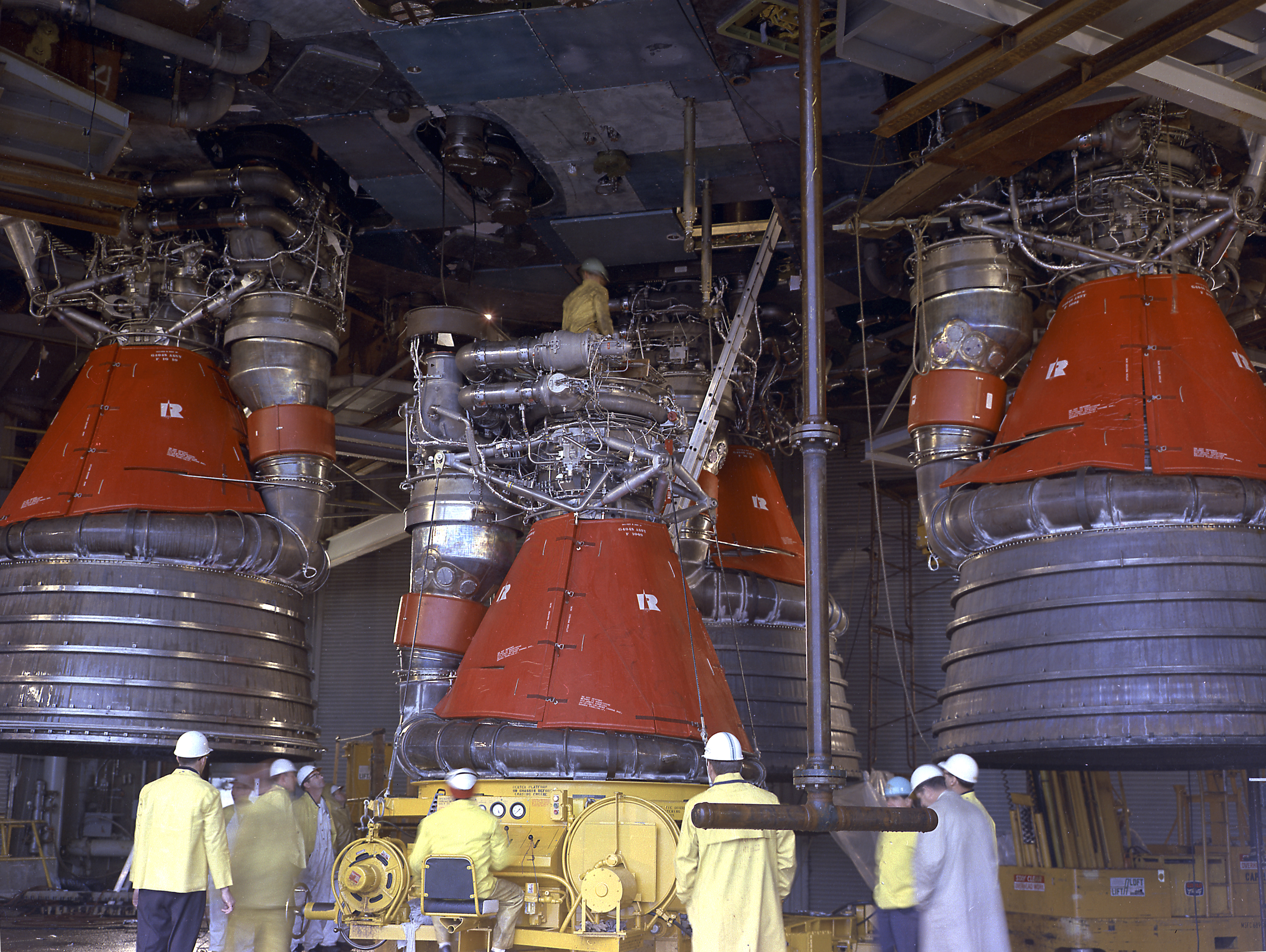
Le premier étage de la fusée géante américaine Saturn V utilisait 5 moteurs F1 fournissant chacun une poussée de 680 tonnes.

- le système d'alimentation en ergols (carburant et comburant) qui utilise pour les moteurs les plus performants une turbopompe alimentée soit par un générateur de gaz soit par une préchambre à combustion, et pour les moteurs moins performants un système de pressurisation des ergols ;
- les injecteurs qui diffusent les ergols dans la chambre de combustion ;
- la chambre de combustion dans laquelle sont brûlés carburant et comburant ;
- la tuyère dans laquelle se réalise la détente des gaz qui sont accélérés ;
- le circuit de refroidissement qui refroidit la chambre de combustion et une partie de la tuyère ;
- le système d'allumage qui démarre la combustion si les ergols ne sont pas hypergoliques ;
- des mécanismes (vérins hydrauliques...) destinés à orienter la poussée en inclinant le moteur de quelques degrés. Ce dispositif peut être remplacé par des moteurs-verniers.

#### Système d'alimentation
La pression dans la chambre de combustion est avec le type d'ergols le facteur déterminant l'efficacité de la propulsion. Plus la pression est élevée plus l'impulsion spécifique est forte. Pour que cette pression puisse être obtenue il faut que les ergols soient injectés sous une pression supérieure à celle de la chambre de combustion. Dans le cas d'un moteur-fusées à ergols liquides plusieurs systèmes d'alimentation peuvent être utilisés en adéquation avec le niveau de poussée du moteur et les performances recherchées. Les familles de systèmes d'alimentation en allant du plus simple au plus complexe sont : l'alimentation par pressurisation des réservoirs, le cycle à expandeur, le cycle générateur de gaz et le cycle à combustion étagée.

#### Chambre de combustion
La chambre de combustion est le lieu où se réalise la combustion des ergols. Pour réduire la taille et donc le poids du moteur-fusée, la pression dans la chambre de combustion doit être la plus élevée possible. Généralement les ergols sont pulvérisés dans des proportions qui assurent une combustion complète (mélange stœchiométrique) ce qui suppose que le mélange soit homogène. L'injecteur qui envoie carburant et comburant dans la chambre de combustion prend des formes variables selon les modèles de moteur : injecteur en pomme de douche (jets parallèles), jets concourants, etc. L'instabilité de la combustion est un des problèmes les plus graves et les plus fréquents qui affecte les fusées. Elle est combattue par la conception du système d'injection et de la forme de la chambre de combustion.
S'il n'est pas hypergolique le mélange doit être enflammé par un dispositif dont la fiabilité est un critère essentiel. L'allumage du mélange peut être déclenché par l'introduction d'un produit hypergolique avec un des deux ergols, une résistance parcourue par un courant de forte intensité, un catalyseur, une petite charge pyrotechnique, une chambre d'allumage qui communique avec la chambre de combustion.

#### Tuyère
La tuyère permet d'accélérer les gaz résultant de la combustion portés à des pressions et des températures très élevés en leur imprimant une vitesse suivant son axe. La tuyère a la forme d'un cône convergent puis d'une surface divergente (tuyère de Laval) qui permet aux gaz de dépasser la vitesse du son : en amont du col (la section la plus étroite) la vitesse du gaz est subsonique et en aval supersonique. En présence d'atmosphère la poussée est optimale lorsque la pression des gaz en sortie de tuyère est égale à la pression ambiante. Les tuyères de premier étage sont donc plus courtes que celles des étages devant fonctionner dans le vide. Pour limiter l'encombrement, la tuyère des moteurs fusées des étages supérieurs peut comporter une partie qui n'est déployée qu'après séparation de l'étage inférieur.

#### Circuit de refroidissement
Les parois de la chambre de combustion et de la tuyère sont portées à des températures très élevées (plusieurs milliers de degrés) et doivent être refroidies. Deux techniques peuvent être utilisées pour refroidir la chambre à combustion. Lorsque qu'un des ergols brulé par le moteur-fusée est cryogénique (oxygène liquide ou hydrogène liquide) et est donc stocké à une température très basse, la méthode  utilisée pour le refroidissement de la chambre de combustion consiste à faire circuler celui-ci dans la paroi qui, à cet effet, est creuse ou constituée de tubes jointifs (pour les moteurs-fusées les plus anciens). Le liquide utilisé pour le refroidissement peut être réinjecté dans la chambre de combustion (refroidissement par circulation d'ergol)) ou, avec une performance moindre, être éjecté en extrémité de tuyère (refroidissement par fluide perdu). Lorsqu'aucun des ergols n'est cryogénique le refroidissement de la chambre de combustion est obtenu en faisant circuler un film fluide d'un des ergols le long de la paroi intérieure de la chambre de combustion. Pour le refroidissement de la tuyère les deux méthodes décrites précédemment peuvent être également utilisées. Une autre méthode, qui ne peut être appliquée que sur les parties les moins chaudes de la tuyère pour les moteurs-fusées de moyenne à forte puissance, est le refroidissement radiatif. Celui-ci consiste à utiliser des métaux capables de résister à des températures très élevées comme le molybdène ou le niobium qui montent en température jusqu'à une valeur inférieure à leur point de fusion puis atteignent un équilibre thermique en évacuant au fur et à mesure la chaleur communiquée par les gaz. Enfin des revêtements ablatifs sont également utilisés pour les tuyères de faible poussée ou sur des moteurs plus puissants, mais en limitant leur utilisation aux zones les moins chaudes,.

#### Ergols utilisés
La nature des ergols brulés par le système de propulsion constitue avec la pression dans la chambre de combustion le deuxième facteur jouant un rôle déterminant dans le rendement d'un moteur fusée à ergols liquides. Généralement la propulsion utilise deux types d'ergols : un comburant et un carburant. Deux caractéristiques sont déterminantes pour leur mise en œuvre : le caractère hypergolique (le fait de mélanger comburant et carburant suffit à allumer le moteur) ou non et la température à laquelle ils peuvent être stockés (ergol cryogénique ou non). Trois combinaisons d'ergols sont assez représentatives de ces problématiques de rendement et de conditions d'utilisation. Le couple d'ergols liquides le plus efficace est le mélange hydrogène liquide/oxygène liquide (vitesse d'éjection au niveau de la mer 3 816 m/s) mais il est difficile à mettre en œuvre à cause de la température de conservation très basse de l'hydrogène liquide (−253 °C) et sa densité très faible (0,07) qui impose des réservoirs énormes. Peu de nations spatiales maitrisent son utilisation. Il est principalement utilisé pour la propulsion des étages supérieurs des lanceurs spatiaux car le rendement est particulièrement important dans cette phase de vol des lanceurs spatiaux. Le mélange kérosène/oxygène liquide a un rendement nettement moins important (vitesse d'éjection de 3 103 m/s) mais nécessite une température moins basse (−183 °C) et ne présente pas les contraintes de volume de stockage. Il permet des développer des moteurs-fusées de très forte poussée. Il est presque toujours utilisé pour la propulsion du premier étage. Enfin le couple hypergolique UDMH / Tétraoxyde d'azote a le rendement le plus faible (2 831 m/s) mais peut être stocké sur de longues périodes et permet, sans dispositif spécifique, des mises à feu répétées. Ce couple d'ergols présente l'inconvénient d'être très toxique. Il est généralement utilisé sur les étages de la fusée qui doivent être rallumés de multiples fois ou dont l'utilisation est étalée sur plusieurs jours voir plusieurs années (sonde spatiale).
| Carburant   | Carburant              | Carburant | Comburant          | Comburant              | Comburant | Rapport de mélange | Densité moyenne du mélange | Température de combustion | Vitesse d'éjection | Avantages et inconvénients     | Utilisation |
| ----------- | ---------------------- | --------- | ------------------ | ---------------------- | --------- | ------------------ | -------------------------- | ------------------------- | ------------------ | ------------------------------ | ----------- |
| Désignation | Température ébullition | Densité   | Désignation        | Température ébullition | Densité   | Rapport de mélange | Densité moyenne du mélange | Température de combustion | Vitesse d'éjection | Avantages et inconvénients     | Utilisation |
| Kérosène    | 80 °C à 150 °C         | 0,8       | Oxygène            | −183 °C                | 1,14      | 2,4                | 1,02                       | 3 400 °C                  | 3 000 m/s          | cryogénique                    |             |
| UDMH        | 63 °C                  | 0,8       | Oxygène            |                        |           | 1,7                | 0,97                       |                           | 3 200 m/s          | cryogénique                    |             |
| Hydrogène   | −253 °C                | 0,07      | Oxygène            |                        |           | 4                  | 0,28                       | 2 700 °C                  | 4 300 m/s          | cryogénique                    |             |
| UDMH        |                        |           | Tétraoxyde d'azote | 21 °C                  | 1,45      | 2,7                | 1,17                       | 2 800 °C                  | 2 900 m/s          | hypergolique stockable toxique |             |
| Kérosène    |                        |           | Acide nitrique     | 86 °C                  | 1,52      | 4,8                | 1,35                       | 2 950 °C                  | 2 600 m/s          | non cryogénique                |             |
| Hydrazine   | 114 °C                 | 1,01      | Fluor              | −188 °C                | 1,54      | 2                  | 1,30                       | 4 300 °C                  | 3 700 m/s          | cryogénique                    |             |
| Hydrogène   |                        |           | Fluor              |                        |           | 8                  | 0,46                       | 3 700 °C                  | 4 500 m/s          | hypergolique                   |             |

### Moteurs à propergol solide

Schéma en coupe d'une fusée à propergol solide avec ses différentes parties.

Les moteurs-fusées à propergol solide ont des caractéristiques et un mode de fonctionnement différents des moteurs-fusées à ergols liquides. Carburant et comburant sont stockés sous forme solide et sont intimement mélangés. La chambre de combustion : celle-ci est constituée par un canal qui traverse le corps de la fusée sur toute sa longueur au centre du bloc de poudre. La combustion s'effectue uniquement dans le canal à la surface du bloc de poudre. Les gaz résultant de la combustion sont chassés vers l'extrémité inférieure qui débouche sur une tuyère chargée de canaliser et accélérer les gaz brûlés. La tuyère peut être orientée par des vérins pour modifier l'axe de la poussée. Sur certaines fusées le système d'orientation repose sur l'injection d'un jet de gaz dans la tuyère. Au fur et à mesure de la combustion, le canal central s'élargit. Le diamètre du bloc de poudre détermine la durée de la combustion tandis que la surface exposée à la combustion détermine la valeur de la poussée. En donnant une géométrie donnée au canal (souvent en forme d'étoile) on peut créer une poussée croissante, décroissante ou constante (on parle de bloc progressif, dégressif ou neutre). Mais contraire à moteur-fusée à ergols liquides, la modulation de la poussée ne peut pas être modifiée en cours de vol. Elle est déterminée à l'avance par la forme donnée au canal. Le moteur est mis à feu par un "allumeur" placé au fond du canal composé généralement d'un petit bloc de poudre lui-même mis à feu par une charge pyrotechnique.
Il existe deux catégories de propergol solide. Les propergols homogènes, mis au point les premiers, sont constitués d'un mélange homogène où carburant et comburant sont intimement liés. Le domaine d'application est principalement militaire car ils ne produisent pas de fumée ce qui permet de masquer le poste de tir dans le cas d'un missile. Les propergols utilisés par les lanceurs spatiaux sont eux de nature hétérogène : les grains de carburant et de comburant sont distincts et un liant assure la solidité du bloc de poudre ainsi formé. Le propergol utilisé dans 90% des cas est un mélange perchlorate d'ammonium (comburant)/polybutadiène (carburant)/aluminium (liant).
Le moteur à propergol solide est de conception simple car il ne comporte pas de pièces mobiles. Le propergol solide peut être conservé longtemps sans précautions particulières et mis en œuvre rapidement ce qui fait qu'il est systématiquement utilisé pour les missiles militaires et notamment les missiles balistiques. Contrairement aux moteurs à ergols liquides il est relativement facile de concevoir un moteur doté d'une poussée très importante (accélérateurs de la Navette spatiale et d'Ariane 5). Mais les performances (Impulsion spécifiques) sont beaucoup plus faibles : le mélange perchlorate d'ammonium/aluminium/polybutadiène (liant) a une impulsion spécifique de 273 s. De plus l'enveloppe de l'étage qui subit de fortes contraintes thermiques doit être en acier ce qui accroit la masse de la structure. Le moteur à propergol solide une fois allumé ne peut plus être éteint puis rallumé. Il existe parfois un dispositif d'arrêt de poussée. La tuyère qui n'est pas refroidie doit être conçue dans des matériaux résistant à des températures élevées,.

### Autres modes de propulsion

#### Propulsion hybride
Le moteur-fusée hybride repose, comme la majorité des moteurs-fusées, sur la combustion très exothermique d'un carburant et d'un comburant qui produit un grand volume de gaz de combustion qui s'échappent à grande vitesse du moteur en produisant la poussée désirée. Un moteur-fusée hybride comporte principalement un réservoir pressurisé contenant le comburant (ou oxydant) sous forme liquide ou gazeuse, une chambre de combustion ménagée au sein d'un bloc de carburant qui se présente sous une forme solide (bloc de propergol) et une vanne sur le conduit reliant ces deux éléments. La chambre de combustion est, dans le cas le plus simple, un canal cylindrique unique percé dans le bloc de propergol dans le sens longitudinal, au bout duquel se situe la tuyère par laquelle les gaz produits sont expulsés (cf. schéma ci-dessous).
Lorsque l'on veut faire fonctionner le moteur, un système d'allumage est activé dans la chambre de combustion et la vanne est ouverte. Le comburant liquide ou gazeux qui est sous pression s'écoule dans la chambre de combustion où il se vaporise et réagit avec le carburant solide en s'enflammant. La combustion du comburant et du carburant se propage à la surface du bloc de propergol solide. Les particules de propergol sont liquéfiées à la surface du bloc puis gazéifiées par la chaleur dégagée et viennent se mélanger avec le comburant. Les gaz chauds produits sont expulsés par la pression vers la sortie de la chambre de combustion où se trouve une tuyère qui canalise et accélère les produits de la combustion en fournissant la poussée à la fusée.

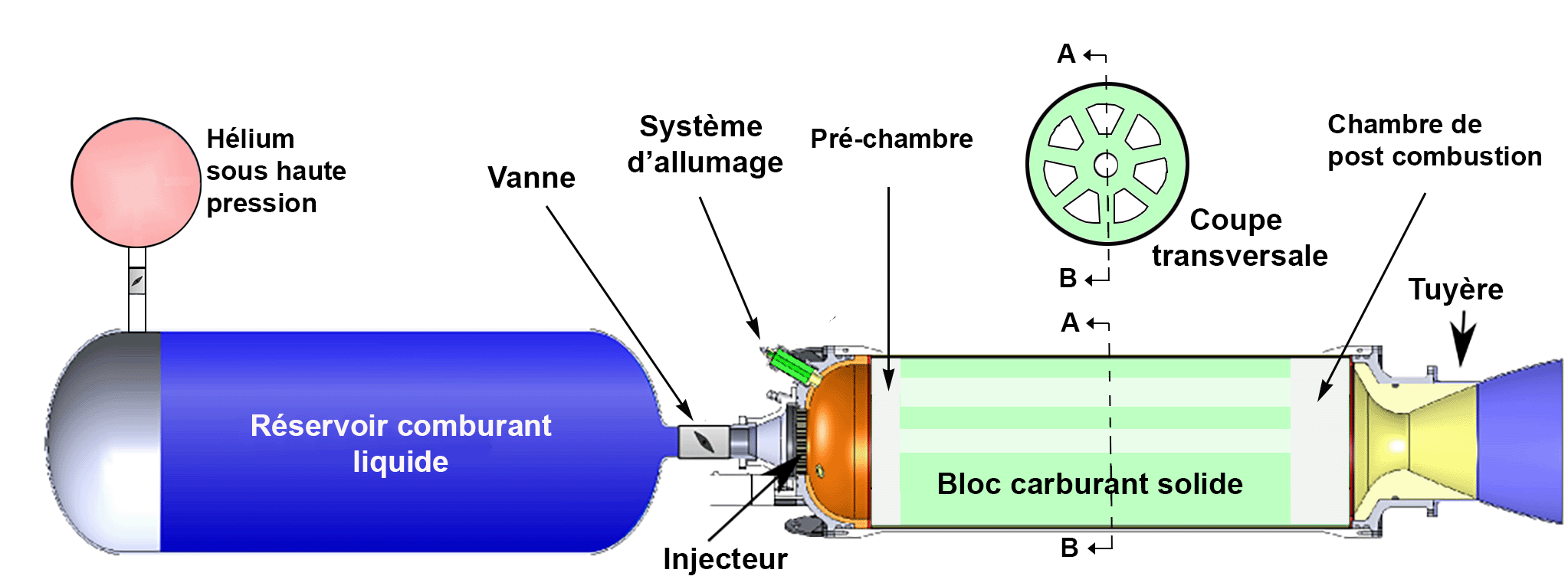
Schéma d'un moteur-fusée hybride comportant huit canaux dans le bloc de carburant solide.

Durant son fonctionnement le comburant est injecté et pulvérisé dans la ou les cavités creusées dans le bloc de poudre et la combustion s'effectue près de la surface de celui-ci. Le débit du comburant est contrôlé par une vanne placée entre le réservoir de comburant et le bloc de poudre. Les avantages de ce type de propulsion proviennent d'abord de sa simplicité : il n'a pas de partie mécanique en mouvement comme pour les moteurs à propergol solide. Mais contrairement à ce dernier, le risque d'explosion est faible car le comburant et le carburant sont séparés et le comburant doit être introduit dans le bloc de poudre pour que la combustion puisse débuter. Par ailleurs la combustion peut être arrêtée à tout moment en fermant la vanne. Ces caractéristiques en font en théorie une architecture idéale pour les missions spatiales habitées qui mettent en jeu des vies humaines. En pratique sa simplicité fait que la propulsion hybride est souvent retenue pour les fusées amateurs.
La propulsion hybride pour une fusée combine certains aspects des moteurs-fusées à propergol solide avec des caractéristiques des moteurs-fusées à ergols liquides. Il peut théoriquement être aussi performant qu'un moteur à propergol solide. Mais en pratique ce mode de propulsion fait face à plusieurs difficultés :
- Contrairement à un moteur-fusée à propergol solide la combustion n'a pas lieu au contact du bloc solide de carburant mais entre la couche de carburant vaporisé par la chaleur de la combustion et la couche de comburant. Il en découle une combustion incomplète. Très souvent, pour que celle-ci soit la plus complète possible, le bloc de propergol n'occupe pas toute la longueur du volume de l'enveloppe : côté tuyère une chambre dite de post-combustion, d'une longueur égale au diamètre de l'enveloppe, est ménagée pour que la combustion puisse s'achever. À l'autre extrémité de l'enveloppe, pour permettre une bonne vaporisation du comburant avant qu'il atteigne le bloc de comburant, une pré-chambre est également ménagée afin que le comburant injecté puisse vaporiser sous l'effet de la température dégagée par la combustion.
- Le fait que la combustion ne se déroule pas directement au contact du bloc de combustible (une couche de combustible vaporisé s'interpose) ralentit la vaporisation de celui-ci et diminue donc la poussée obtenue. Pour accroitre le débit des gaz, on accroit la surface de contact du comburant et de carburant en ménageant plus d'un canal dans le comburant solide (souvent quatre canaux). Mais la multiplication des canaux et le fait que le bloc de comburant n'occupe pas l'ensemble du volume de l'enveloppe dégrade l'indice constructif.
- Pour conserver les avantages de la simplicité et éviter la nécessite d'ajouter une turbopompe et ses éléments associés, sur presque tous les moteurs-hybrides la pression d'injection du comburant est obtenue par mise sous pression du réservoir. Ce système d'alimentation peu performant limite la pression dans la chambre de combustion et donc le rendement du moteur hybride.
- Au fur et à mesure de la combustion la surface des canaux s'accroit et de plus en plus de carburant est vaporisé. Le ratio carburant/comburant diminue ce qui entraine une dégradation des performances. Il faudrait pouvoir ajuster le débit du comburant mais cela introduirait une complexité qui diminuerait l’intérêt de ce type de propulsion.

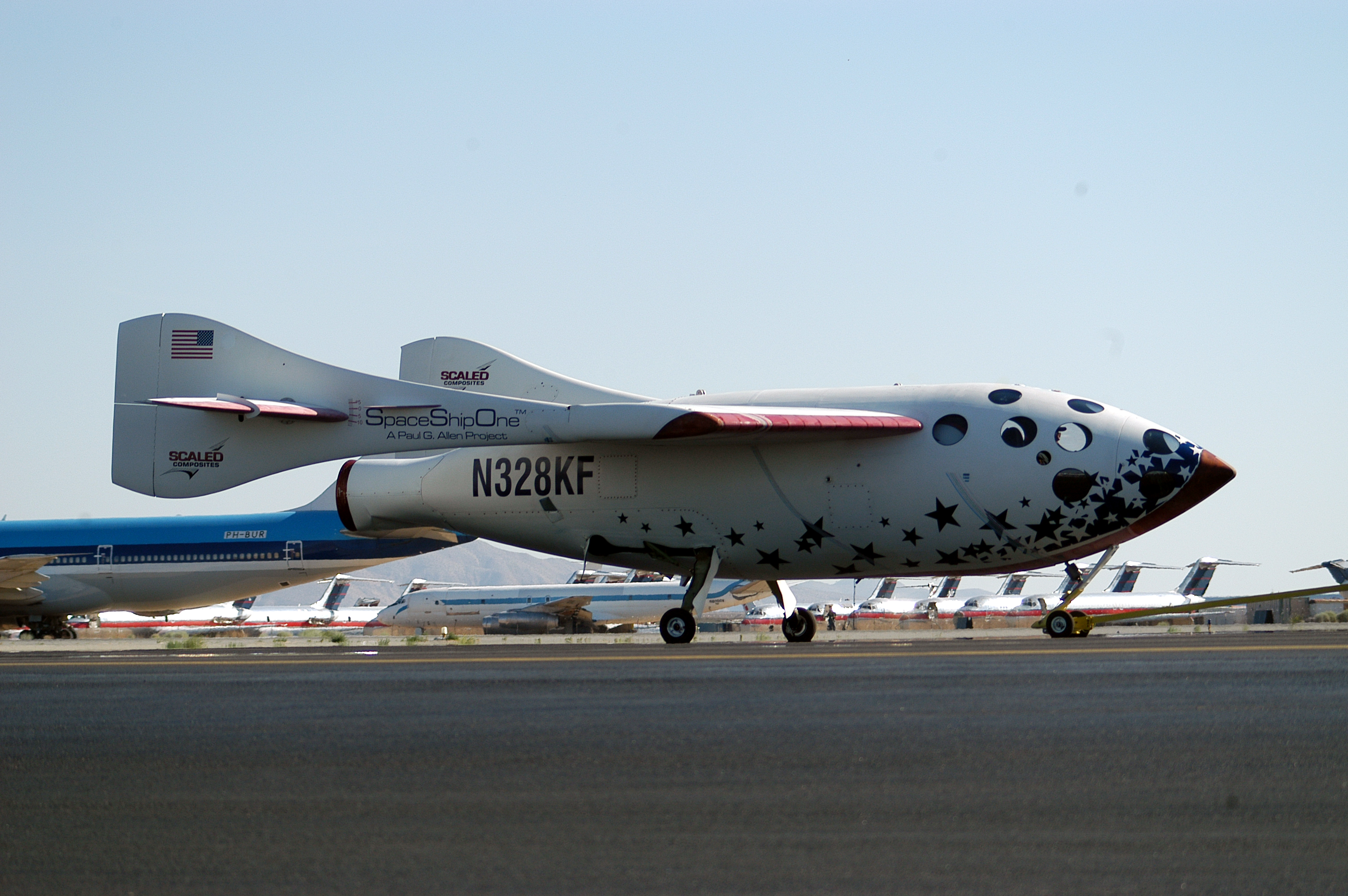
L'avion-fusée SpaceShipOne.

Le moteur-fusée hybride a été mis en œuvre très tôt. Le "père" de l'astronautique soviétique Sergueï Korolev est le premier à l'avoir utilisé pour propulser sa fusée expérimentale GIRD 09 d'une poussée de 500 Newtons qui a atteint une altitude de 1500 mètres en aout 1933. Après la Seconde guerre mondiale des chercheurs aux États-Unis, en Union Soviétique, en France et en Allemagne ont testé différentes combinaisons d'ergols. Mais la seule utilisation opérationnelle, courant 2024 est l'avion-fusée SpaceShipOne/SpaceShipTwo (2004-) développé par la société SpaceDev pour emporter des touristes sur des trajectoires suborbitales culminant à 100 kilomètre. Cet avion-fusée utilise un moteur d'une poussée de 74 kiloNewtons et emporte 2,4 tonnes d'ergols constitués d'un mélange de protoxyde d'azote (comburant stocké sous forme liquide) et un dérivé du polybutadiène hydroxytéléchélique (carburant solide). Depuis le début de la décennie 2020 la multiplication des projets de micro-lanceurs spatiaux capables de placer en orbite basse quelques centaines de kilogrammes a relancé l'intérêt de la propulsion hybride. Plusieurs projets sont en cours de développement dont  les fusées SL1 de  la société allemande HyImpulse et  OB-1 de la société française HyPrSpace.

### Modes de propulsion non chimiques

#### Limites de la propulsion chimique

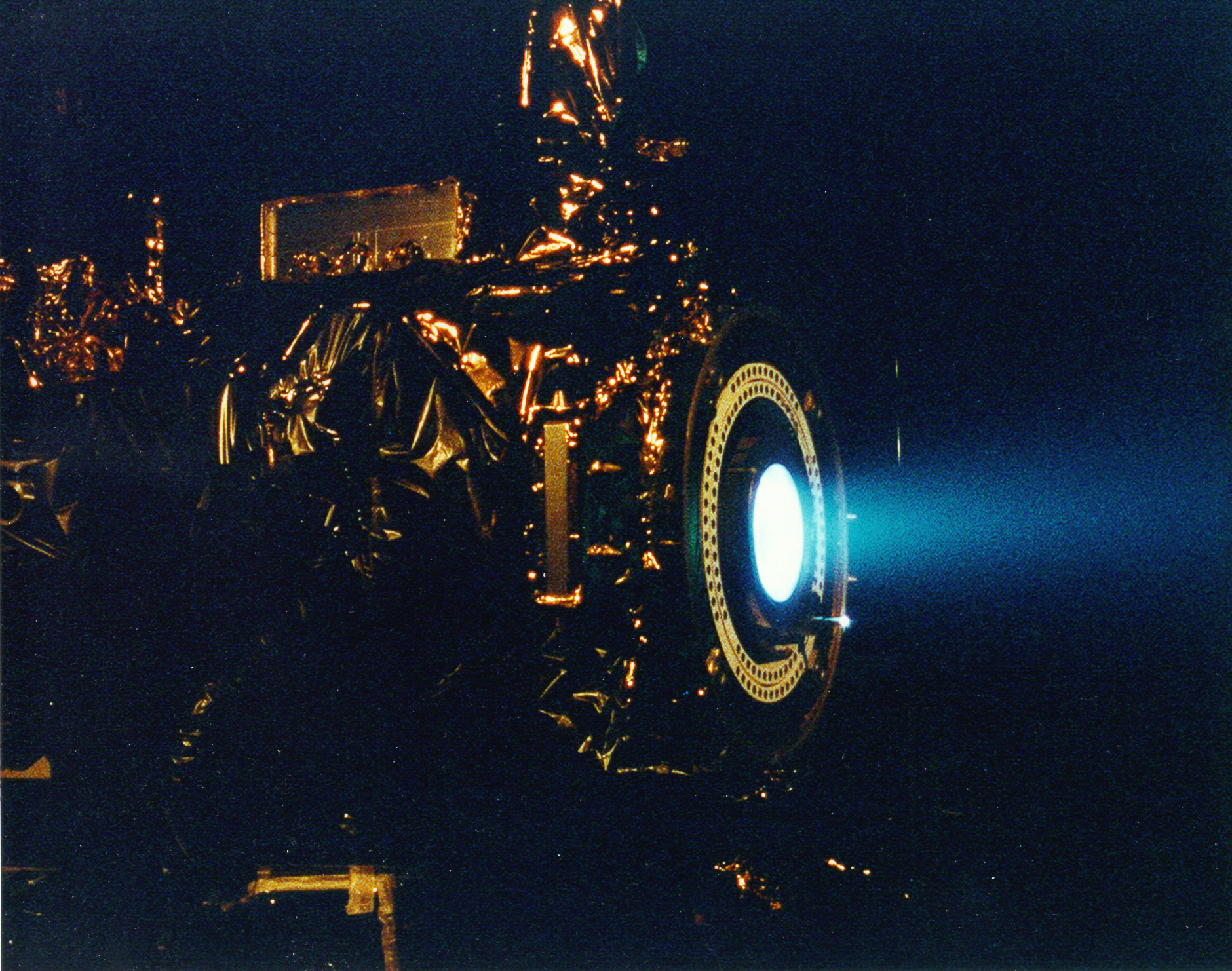
Test d’un moteur ionique à grilles accélérant du xénon, dans un laboratoire du Jet Propulsion Laboratory (JPL).

Les moteurs-fusées qu'ils soient à ergols liquide ou propergol solide utilisent l'énergie chimique contenue dans les ergols qu'ils brulent pour produire leur poussée. Cette technique, où l'ergol constitue à la fois le fluide de travail et la source d'énergie, présente le mérite de la simplicité mais son rendement est limité par l'énergie contenue dans les ergols. La vitesse d'éjection des gaz par le système propulsif, qui mesure le rendement d'un moteur, ne peut pas dépasser les 4500 m/s (couple oxygène liquide/hydrogène liquide). On a vu plus haut, que grâce à l'étagement, la vitesse d'une fusée à propulsion chimique peut atteindre une valeur lui permettant de placer un satellite en orbite basse (vitesse finale > 7,6 km/s) ou même de quitter le champ de gravité terrestre (vitesse finale > 11 km/s). Mais si on veut atteindre des vitesses plus élevées la quantité d'ergols à emporter devient rapidement une contrainte insurmontable. Pour atteindre une vitesse 10 fois supérieure à la vitesse d'éjection des ergols, la proportion d'ergols doit être multipliée par 100 000 (autrement dit s'il faut un kilogramme d'ergols pour atteindre une vitesse de 4,5 km/s, il faudra 100 000 kilogrammes d'ergols pour atteindre une vitesse de 45 km/s). Pour contourner cette limite il faut utiliser un mode de propulsion dans lequel le fluide dont l'éjection permet d'accélérer la fusée est distinct de la source d'énergie qui accélère le fluide. L'énergie peut-être fournie par un générateur électrique (Propulsion électrique (spatial)) (panneaux solaires, ...) ou en réchauffant le fluide par un réacteur nucléaire à fission Propulsion nucléaire thermique.

#### Propulsion électrique
| Type propulsion                   | Vitesse éjection | Poussée       |
| --------------------------------- | ---------------- | ------------- |
| Moteur-fusée à ergols liquides    | 4,5 km/s         | < 106 Newtons |
| Résistojet                        |                  |               |
| Arcjet                            |                  |               |
| Moteur ionique                    | 50 km/s          |               |
| propulseur à effet Hall           |                  |               |
| Propulseur magnétoplasmadynamique |                  |               |

La propulsion électrique d'une fusée consiste à utiliser l'énergie électrique produite par une source externe pour accélérer un fluide qui est éjecté et produit ainsi une poussée. Il existe différents types de propulsion électrique. :
- Le type de propulsion électrique le plus simple consiste à réchauffer le fluide à l'aide d'une résistance parcourue par un courant électrique (Résistojet). Sous l'effet de la chaleur le volume du fluide augmente ce qui accroit sa pression. Il est alors éjecté par une tuyère qui transforme la pression en accélération. Cette technique très rudimentaire (la vitesse d'éjection est plus faible que celle obtenue avec un propulseur chimique) est le premier type de propulsion électrique à avoir été utilisé (1965). Une variante bien plus efficace de cette catégorie de propulseur électrique (regroupée sous l'appellation de propulseur électrothermique) est l'arcjet, dans lequel le fluide est porté à une température très élevée par une décharge électrique qui le traverse. La vitesse d'éjection est alors nettement supérieure à celle d'un propulseur chimique.
- Une deuxième catégorie de propulseur électrique repose sur l'utilisation d'un champ électrique ou magnétique (généré par la source d'énergie externe) qui accélère le fluide qui a été au préalable ionisé. La vitesse d'éjection est très élevée. Les propulseurs électriques de ce type les plus couramment utilisés sont le propulseur à effet Hall et le moteur ionique.
- Enfin une troisième catégorie, dont fait partie le propulseur magnétoplasmadynamique, manipule le fluide à l'état de plasma en utilisant la force de Lorentz en appliquant à la fois des champs électrique et magnétique. Elle permet théoriquement d'obtenir une poussée bien plus importante que les autres types de propulseur électrique.

La source d'énergie peut être endogène, c'est-à-dire que l'énergie est stockée à bord de l'engin spatial, ou exogène. Une source endogène peut être par exemple chimique, auquel cas sa durée de vie est relativement limitée (quelques mois au maximum), ou nucléaire avec une durée de vie de quelques années. Presque tous les propulseurs électriques mis en œuvre utilisent une source exogène constituée par le Soleil.
L'impulsion spécifique peut théoriquement atteindre des valeurs particulièrement importantes (jusqu'à 25 000 secondes contre 450 secondes pour les moteurs-fusées chimiques les plus performants) mais la  poussée fournie est très faible : de quelques dixièmes de Newtons à quelques Newtons au maximum pour les propulseurs électriques opérationnels soit 100 000 fois moins que les moteurs-fusées chimiques les plus puissants. Aussi la propulsion électrique ne peut pas être utilisée pour placer en orbite un satellite (sauf dans la phase finale du vol qui est compatible avec des accélérations faibles dans le cas des satellites placés en orbite géostationnaire) ou propulser un missile. Son usage est réservé aux opérations de contrôle d'attitude d'un satellite ou de correction de son orbite qui ne nécessitent que des poussées très faibles. Le choix d'une propulsion électrique permet de réduire la masse d'ergols et donc d'accroitre la proportion du satellite réservée à la charge utile. La propulsion électrique a été également utilisée depuis le début du 21e par certaines missions d'exploration du système solaire nécessitant des accélérations très importantes mais dont la trajectoire est compatible avec la faible poussée : pour compenser ce handicap, le moteur électrique fonctionne de manière quasi continue éventuellement durant plusieurs années. Une dizaine de sondes spatiales (2024) ont été équipées avec ce type de propulsion dont les missions américaines Deep Space 1 (1998 le précurseur), Dawn (2007 qui a établi un record en accélérant de plus de 10 km/s grâce à sa propulsion électrique) et Psyché (2023), les missions japonaises Hayabusa (2003) et Hayabusa 2 (2014) et les missions européennes SMART-1 (2003) et BepiColombo (2018).

#### Propulsion nucléaire thermique

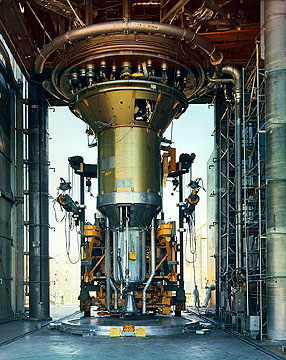
Le moteur-fusée nucléaire NERVA XE sur le site ETS-1 (1969). Les deux techniciens situés en arrière-plan permettent d’estimer la taille du réacteur.

L'énergie nucléaire contenue dans la matière est 10 millions de fois plus importante que l'énergie chimique qui y est stockée. Cette différence énorme est due au fait que l'énergie nucléaire provient des forces nucléaires qui s'exercent entre les nucléons du noyau atomique. Celles-ci sont à peu près un million de fois plus grande que les forces électromagnétiqes à l'oeuvre dans les molécules et qui constituent la source de l'énergie chimique.
La propulsion nucléaire thermique est le mode de propulsion techniquement le plus simple qui permet d'exploiter l'énergie nucléaire pour répondre à des besoins de propulsion spatiale. Les ergols sont pompés de manière à traverser le coeur d'un réacteur nucléaire. Au sein de celui-ci la fission du matériau radioactif (par exemple uranium 238) génère une énergie importante sous forme de chaleur. Les ergols, qui sont portés à une température très élevée, sont expulsés via une tuyère, qui, comme dans le cas d'un moteur-fusée classique, transforme l'énergie thermique en énergie cinétique. Un moteur de ce type permet d'obtenir une vitesse d'éjection deux fois supérieure à celle du meilleur moteur-fusée exploitant l'énergie chimique.
Ce type de propulsion a été mis au point et testé au sol dans les années 1960 à la fois par les Etats-Unis (moteur NERVA d'une poussée allant de 250 à 350 kiloNewtons) et l'Union soviétique mais n'a jamais été mis en oeuvre par une fusée. En effet ce type de propulsion présente plusieurs inconvénients. Le plus important est l'éjection d'éléments radioactifs dans l'environnement. Pour cette raison son utilisation ne peut être envisagée que lorsque la fusée a quitté l'atmosphère terrestre et impose de protéger des effets de la radioactivité d'une part l'électronique de la charge utile et d'autre part l'équipage qui est éventuellement transporté. Par ailleurs, alors qu'un moteur-fusée chimique s'arrête de manière très simple en coupant son alimentation en ergols, un moteur nucléaire thermique doit continuer à être refroidi durant plusieurs jours par des ergols après l'arrêt de la poussée, processus qui produit par ailleurs une poussée résiduelle. S'il n'y a pas assez d'ergols pour refroidir le coeur nucléaire, celui-ci peut se mettre à fondre en entrainant une pollution nucléaire de la région de l'espace.

## Architecture d'une fusée
Les principaux éléments d'une fusée à propergol liquide sont :
- le ou les moteur-fusée de chaque étage ;
- les réservoirs de chaque étage qui contiennent d'une part le carburant d'autre part le comburant ;
- la case à équipements ;
- la charge utile qui est transportée par la fusée : satellite(s), vaisseau spatial, sonde, instruments...
- la coiffe
- dans le cas d'un vol spatial habité, la tour de sauvetage.

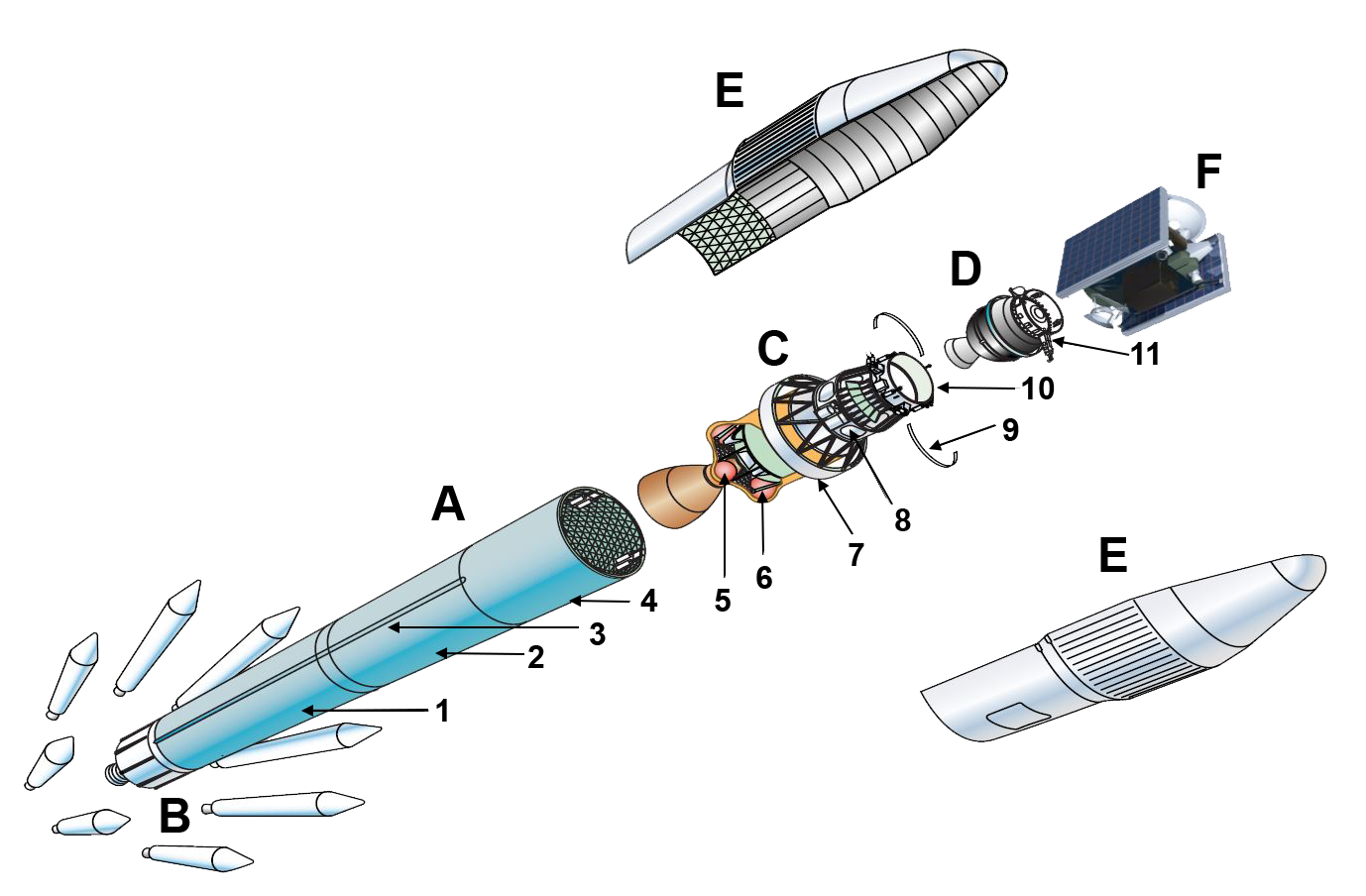
Schéma d'un lanceur spatial (ici la fusée Delta II dans une version tri-étages avec propulseurs d'appoint) : A : premier étage – B : propulseurs d'appoint à propergol solide – C : second étage – D : troisième étage à propergol solide (optionnel) – E : coiffe – F : charge utile (ici sonde spatiale Dawn) – 1 : réservoir d'oxygène – 2 : réservoir de kérosène – 3 : gouttière pour le câblage – 4 : jupe de liaison inter-étages – 6 : réservoir d'azote – 7 : réservoir d'hélium – 8 : électronique de guidage – 9 : bande de séparation du troisième étage – 10 : table de mise en rotation – 11 : système de fixation de la charge utile.

### Structure des étages et réservoirs d'ergols

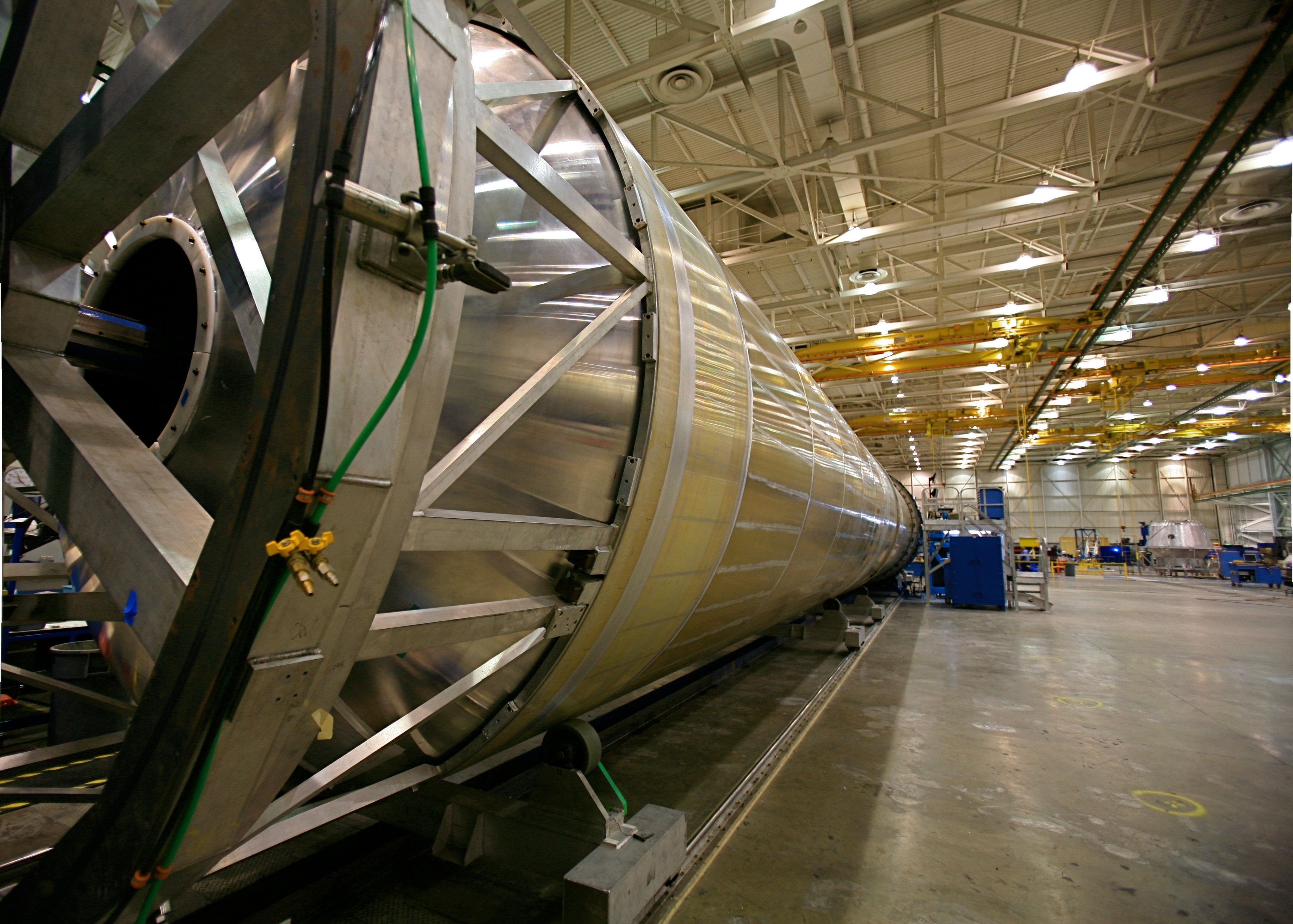
Construction du 1er étage de la fusée Falcon 9 en alliage d'aluminium.

L'indice de structure d'une fusée est le rapport entre la masse à vide d'un étage de fusée (réservoirs, structure, moteur…) et sa masse au décollage. Plus cet indice est faible, plus la fusée est performante. Pour y parvenir, la fusée est construite avec des matériaux légers et la structure est optimisée en particulier par la mise en œuvre de réservoirs structuraux.
La paroi latérale des réservoirs des étages principaux constitue en même temps la structure de la fusée. Dans le cas d'étage à ergols liquides, les réservoirs sont constitués de plusieurs viroles de faible épaisseur (2 mm pour l'étage cryogénique de la fusée Ariane 5) soudés entre elles. La tenue aux efforts mécaniques est assurée en grande partie par la mise en pression des réservoirs. Les parties de la fusée non pressurisés (inter-étages, inter-réservoirs et les bâtis-moteurs) sont constitués de structures raidies donc plus lourdes.
Les principaux matériaux utilisés pour la construction d'une fusée sont des alliages d'aluminium qui ont de bonnes caractéristiques mécaniques, sont relativement légers, peu coûteux et assez faciles à travailler. Les alliages d'acier, malgré leur densité très pénalisante, sont utilisés principalement pour l'enveloppe des propulseurs à poudre qui subissent des fortes pressions ; le recours à l'acier entraîne un indice de structure élevé (11,5 % pour les propulseurs à poudre d'Ariane 5 contre 7,3 % pour l'étage cryotechnique). Les composites (fibres de carbone, kevlar, verre), plus coûteux, ont d'excellentes caractéristiques mécaniques et sont utilisés dans la partie haute de la fusée pour la coiffe, la structure porteuse des charges utiles et pour les petits réservoirs.

### Case à équipements

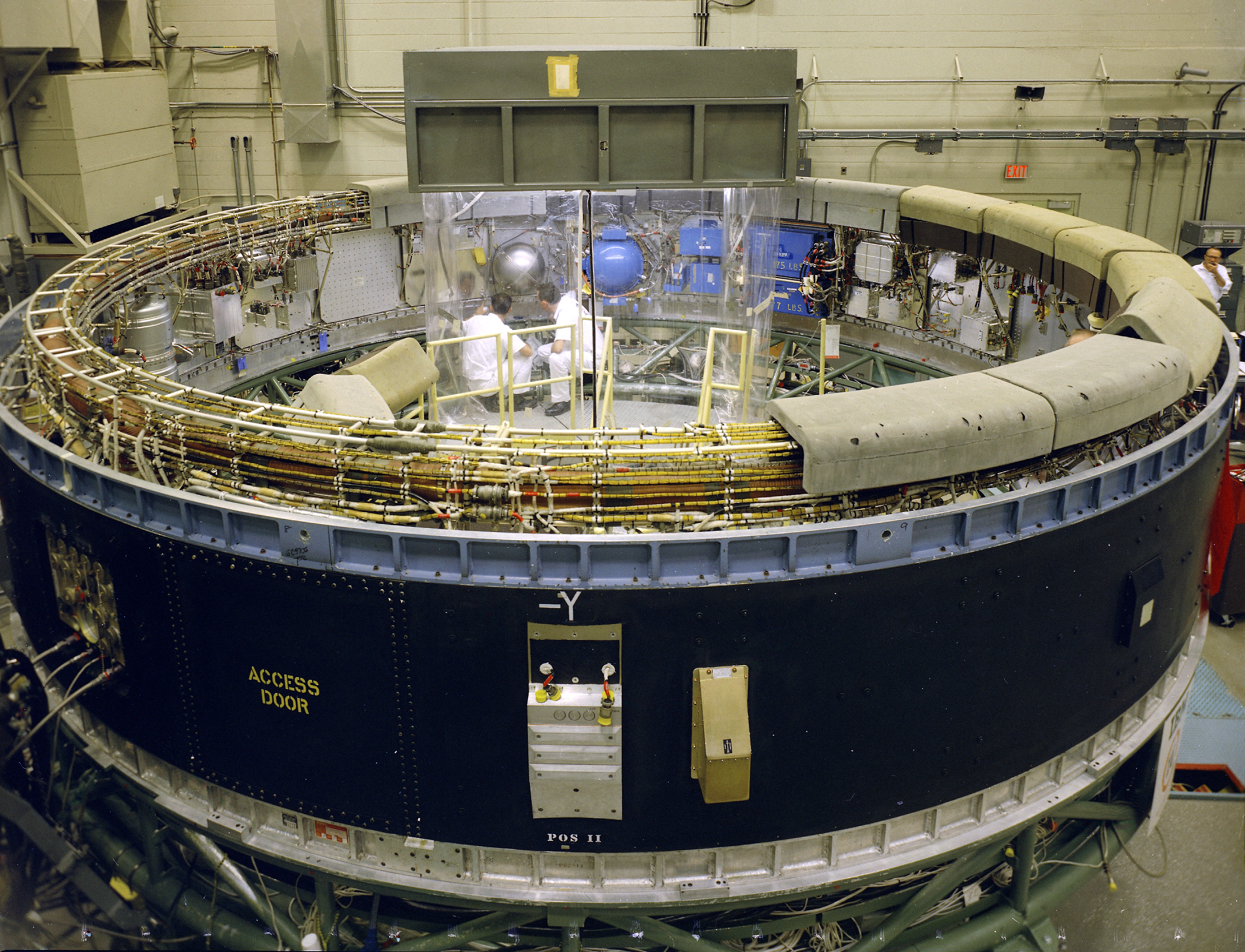
Case à équipements de la fusée Saturn V.

Une fusée comprend différents systèmes qui permettent son fonctionnement. Les boitiers de commande de ces systèmes sont regroupés dans la case à équipement généralement logée juste sous la charge utile sur la périphérie d'un anneau faisant la jonction avec les étages propulsifs. Les capteurs, les actuateurs, les charges pyrotechniques sont eux répartis sur l'ensemble de la fusée.
- le système de contrôle de vol est le chef d'orchestre de l'ensemble et repose sur un calculateur relié par un bus numérique (sur la fusée Ariane) aux autres systèmes. Un calculateur de secours peut prendre le relais en cas de défaillance. Le calculateur met en œuvre les instructions préparées au sol : arrêts de la propulsion, séquences de séparation des étages, allumages, largage de la coiffe. Il utilise accéléromètre et gyrolaser pour vérifier la conformité de la trajectoire et corrige si nécessaire celle-ci en modifiant temporairement l'axe de la poussée.
- le système de télémesure collecte des informations sur le fonctionnement de la fusée et de ses moteurs, qui sont transmises par voie hertzienne aux stations au sol. Sont mesurés les accélérations, chocs, vibrations, températures, niveaux acoustiques et déroulement des largages, à l'aide de capteurs de plusieurs types : accéléromètre, microphone, thermocouples, thermistances, caméras)[30]. La position et le vecteur vitesse de la fusée sont transmis également en permanence. Sur Ariane 5, 1 200  à   1 500 paramètres sont ainsi fournis en permanence durant le vol. Ces informations sont d'abord utilisées pour vérifier en temps réel que la trajectoire est conforme à ce qui était programmé puis, une fois la charge utile satellisée, que l'orbite est correcte et que le satellite fonctionne correctement. Par la suite les paramètres permettent d'analyser de manière détaillée le comportement de la fusée et d'identifier des dysfonctionnements à corriger éventuellement avant le vol[31]. En cas de perte de la fusée, les télémesures permettront de déterminer l'origine de l'incident.
- le système électrique fournit l'énergie à tous les systèmes. Il est composé de batteries et de piles assurant une alimentation redondante.
- le système pyrotechnique gère la séparation des composants de la fusée (largage de l'étage après épuisement des ergols, largage de la coiffe, largage des satellites) qui s'effectue à l'aide de cordeaux détonants, cordeaux découpeurs, boulons explosifs[32].
- le système de sauvegarde permet la destruction commandée à distance ou automatique de la fusée en cas de dysfonctionnement majeur conduisant à une trajectoire dangereuse.

### Charge utile
La charge utile est positionnée au sommet de la fusée au-dessus de tous les étages propulsifs. Elle est constituée d'un ou plusieurs satellites qui sont recouverts d'une coiffe à la forme aérodynamique qui les protège tant que la fusée traverse l'atmosphère et qui est larguée par la suite pour réduire la masse propulsée.

### Tour de sauvetage

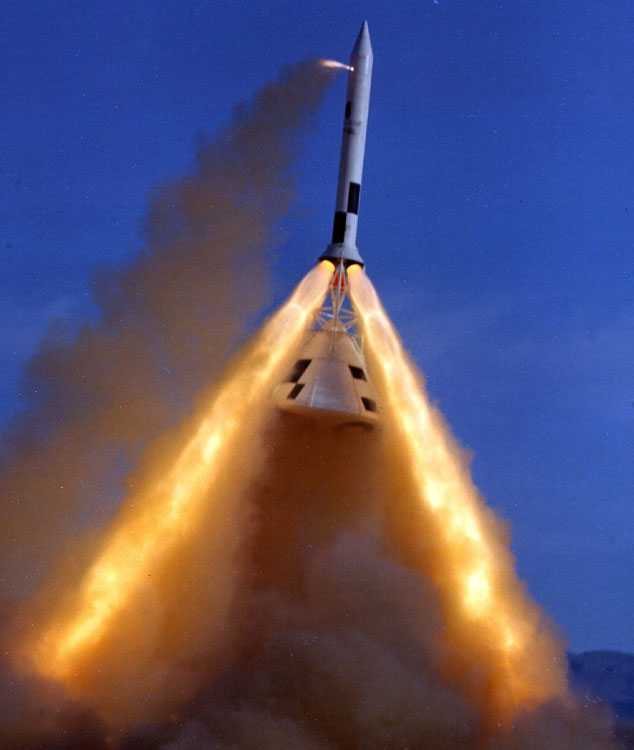
Test de la tour de sauvetage d'Apollo.

Lorsque la fusée transporte des astronautes, elle doit pouvoir préserver leur vie au cas où le vol se passe mal. Si au-dessus d'une certaine altitude il suffit que la capsule qui transporte les passagers se sépare de la fusée à l'aide de charges pyrotechniques puis entame la phase de descente prévue initialement pour le retour, ce dispositif ne peut pas fonctionner lorsque la fusée est trop basse.
La tour de sauvetage, placée au sommet du lanceur, comporte des charges pyrotechniques (souvent "à traction avant") qui, en cas de problème, sont mises à feu et arrachent la capsule du corps de la fusée en l'éloignant de la trajectoire de la fusée tout en lui faisant prendre assez de hauteur pour que le parachute puisse freiner suffisamment le vaisseau spatial avant qu'il atteigne le sol. Initialement, pour les premiers vols spatiaux habités (Gemini, Vostok), le sauvetage de l'équipage en cas d'explosion de la fusée était confié à un siège éjectable. Ce dispositif était lourd (la surcharge est conservée tout au long du vol) et ne permettait pas d'écarter suffisamment les cosmonautes de la zone dangereuse lorsque la fusée utilisait des carburants hypergoliques (oxygène/hydrogène).

## Guidage et pilotage
La fusée suit une trajectoire précise qui doit lui permettre finalement d'emmener sa charge utile (satellite, arme) à la destination (orbite, cible, ...) conforme à sa mission. Cette trajectoire doit répondre à plusieurs contraintes dont celle critique de la consommation de carburant. Un système de guidage embarqué calcule en temps réel la position et l'attitude de la fusée, corrige progressivement son orientation et est chargé de déclencher la séparation de ses étages au moment optimal. En parallèle le pilotage est le système qui corrige de manière instantanée les tendances de la fusée à adopter une attitude (orientation) non optimale, par exemple sous l'effet des forces aérodynamiques ou d'une dissymétrie de la poussée du système propulsif. Les fusées modernes sont généralement aérodynamiquement instables et nécessitent donc des actions de correction constantes. Une mauvaise orientation peut être génératrice de forces supérieures à celles que la structure de la fusée peut encaisser et peut, finalement, aboutir à la destruction de la fusée. Sur un lanceur spatial ces deux fonctions sont prises en charge par le système de guidage, navigation et contrôle.

### Guidage

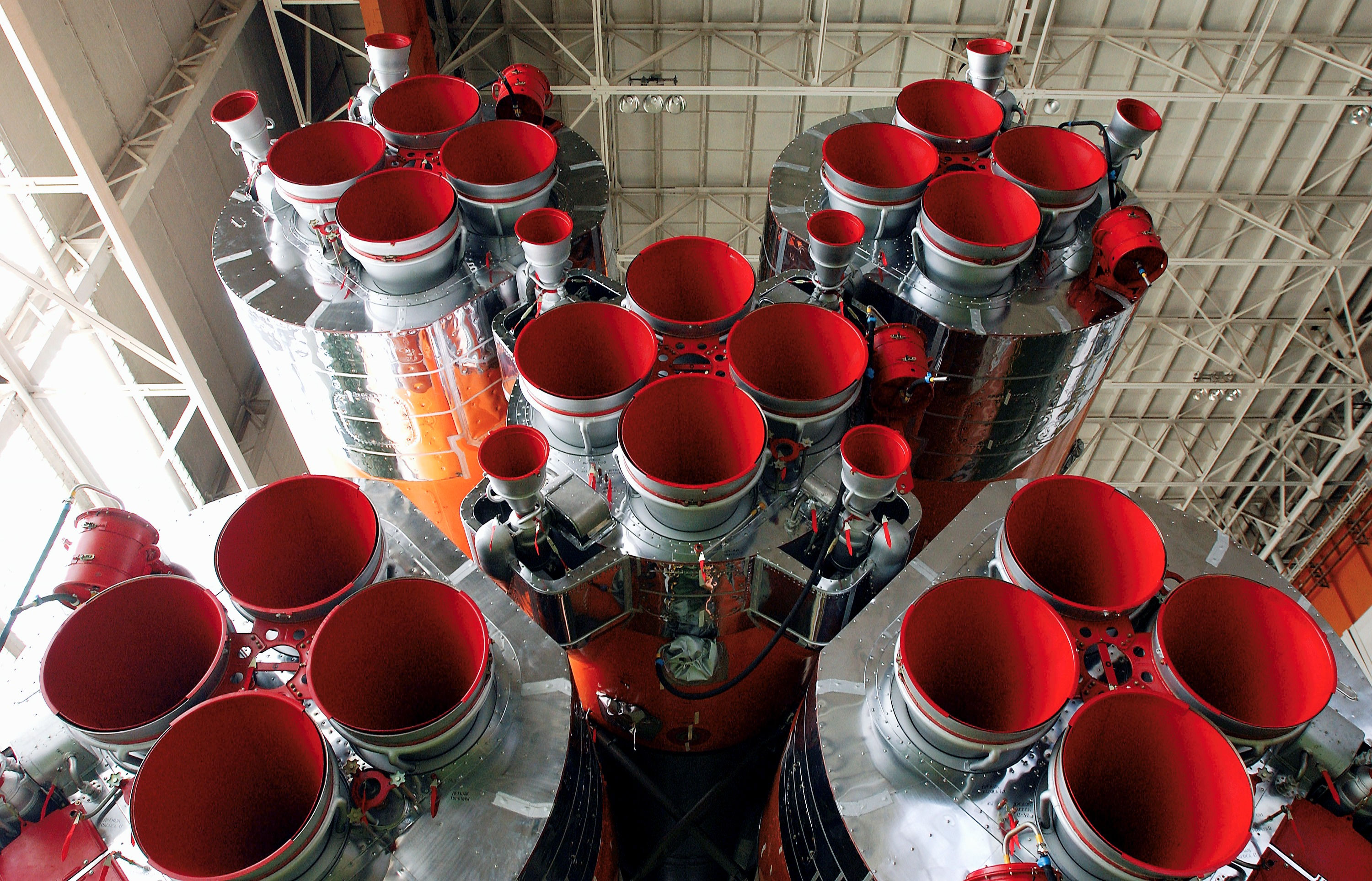
Sur la fusée Soyouz des moteurs-verniers (tuyères les plus petites) sont utilisées pour corriger la trajectoire.

Avant l'envol de la fusée une trajectoire dite nominale est calculée pour permettre de placer la charge utile sur l'orbite désirée (vitesse horizontale, direction). Cette trajectoire optimise la consommation de carburant et répond à un certain nombre d'autres contraintes.
La trajectoire réelle diffère de la trajectoire nominale pour différentes raisons :
- durant la traversée de l'atmosphère les conditions de vent rencontrées ne sont pas exactement celles prévues ;
- la masse de la fusée et les performances des moteurs peuvent différer un peu de ce qui est prévu par le calcul fait au sol.

Le système de guidage fait en sorte que la trajectoire nominale soit respectée. Il doit corriger les déviations en réorientant la fusée et éventuellement en prolongeant le temps de combustion des étages.
Le système de guidage détermine l'écart avec la trajectoire nominale à l'aide d'accéléromètres qui mesurent les accélérations et de gyromètres qui mesurent les vitesses de rotation angulaire. Il envoie des instructions au système de pilotage.
La précision de la trajectoire obtenue par le système de guidage d'un lanceur spatial peut permettre de placer une charge utile en orbite avec une précision remarquable. Par exemple, dans le cas de la fusée Ariane 5, l'écart de vitesse pouvait être inférieure à 1 m/s (sur 10 000 m/s, donc une précision de 10−4) et la différence d'altitude du périgée pouvait être inférieure à quelques centaines de mètres.

### Pilotage
Le système de pilotage corrige les embardées de trajectoire en modifiant l'orientation de la poussée du ou des moteurs de quelques degrés ce qui entraîne le pivotement du lanceur autour de son centre de masse. La plupart des moteurs-fusées (propergol liquide) sont orientables à l'aide de vérins électriques (petits moteurs de quelques kilogrammes) ou des vérins hydrauliques. Le pilotage est asservi c'est-à-dire que le résultat des corrections est constamment contrôlé et éventuellement corrigé à nouveau.
Le pilotage doit prendre en compte les phénomènes suivants :
- la fusée est généralement instable durant la traversée de l'atmosphère c'est-à-dire que les forces aérodynamiques tendent à modifier l'orientation de la fusée dans un sens qui accroît encore ces forces : c'est l'embardée. Ceci est dû au fait que la résultante des forces aérodynamiques se situe en avant du centre de masse surtout avec les coiffes volumineuses des fusées modernes. Il faut donc que le système de pilotage corrige très rapidement toute embardée sinon la fusée se met en travers de sa trajectoire et les contraintes exercées sur sa structure la détruisent alors. Les fusées plus anciennes (Ariane 1, V2) étaient naturellement stables grâce à de grands empennages qui ont été abandonnés sur les lanceurs modernes car ils constituent une masse trop importante et empêchent l'installation d'accélérateurs.
- la fusée, longue et construite avec des matériaux légers, est souple et a tendance à vibrer dans le sens de sa longueur (elle s'allonge et se raccourcit cycliquement) (effet pogo). Le système de guidage doit envoyer des commandes pour atténuer ces vibrations et ne pas les laisser entrer en résonance, en évitant de les amplifier en entrant en harmonie avec elles (plusieurs fusées Vanguard furent détruites peu après leur décollage à cause d'une méconnaissance du phénomène).

## Déroulement du lancement d'une fusée

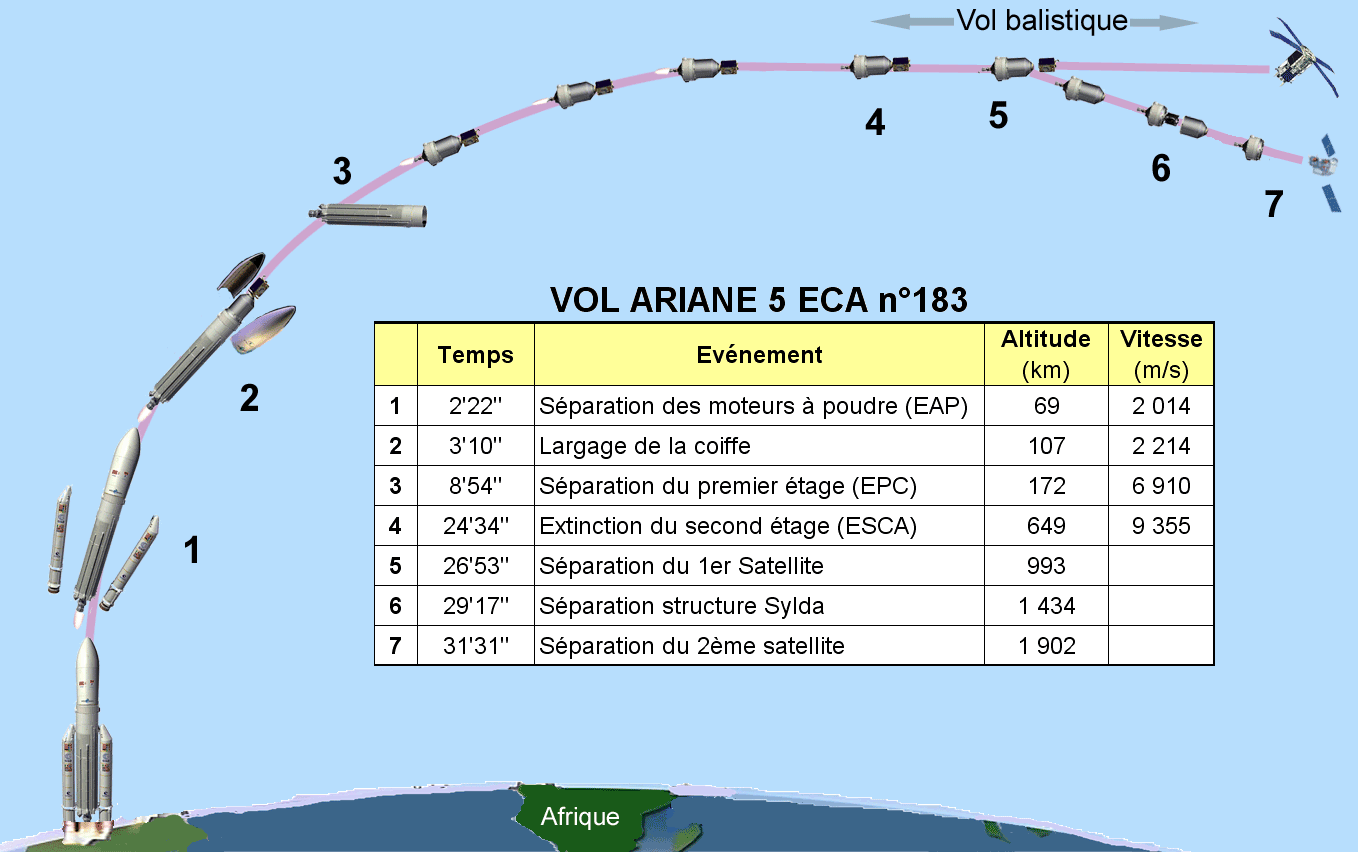
Séquence de vol d'une Ariane 5 ECA (vol 183).

### Campagne de lancement
La campagne de lancement d'une fusée comprend les étapes suivantes :
- l'assemblage de la fusée ;
- la préparation et l'installation de la charge utile ;
- le transfert de la fusée et de sa charge utile vers l'aire de lancement ;
- le remplissage des réservoirs de la fusée (si celle-ci comporte des moteurs à propulsion liquide) ;
- le lancement.

### Conditions de lancement
La latitude de la base de lancement a une incidence importante sur l'orbite qui peut être atteinte par la charge utilisée :
- une charge utile ne peut pas être directement lancée sur une orbite ayant une inclinaison inférieure à la latitude de sa base spatiale de départ. Ainsi depuis la base de Baïkonour (latitude = 45°), une charge utile ne peut pas atteindre directement l'orbite géostationnaire (inclinaison = 0°) : il est donc nécessaire après satellisation de modifier l'inclinaison du plan de l'orbite de 45°. Or, les modifications d'inclinaison de plan d'orbite sont particulièrement coûteuses en carburant car la charge utile en orbite se comporte comme un gyroscope en rotation : il faut ainsi imprimer une vitesse supplémentaire de 3 600 m/s à une charge utile pour modifier son plan d'orbite de 30°.
- lorsque le lancement se fait vers l'est, la rotation de la Terre fournit un supplément de vitesse au lanceur et au satellite[N 3]. Le gain en vitesse dépend de la latitude : il est maximal au niveau de l'équateur (465 m/s) et nul aux pôles.

Pour ces deux raisons les bases de lancement situées près de l'équateur sont avantagées pour le lancement des satellites géostationnaire par rapport aux bases spatiales situées à des latitudes plus septentrionales (à l'origine de la décision de lancer de fusées Soyouz depuis la base spatiale de Kourou).
Le lanceur place la charge utile sur une orbite initiale qui dépend de plusieurs paramètres :
- l'inclinaison i de l'orbite est déterminée par l'azimut Az du lanceur à la fin de sa phase propulsée et de la latitude l : cos (i) = sin (Az) × cos (l) ;
- la longitude du nœud ascendant ☊ dépend de l'heure du lancement et de la longitude ;
- l'argument du périgée ω qui détermine la position du périgée sur l'orbite dépend de la localisation du point d'injection et de la composante verticale de la vitesse (par rapport au sol). Le point d'injection se situe à l'arrêt de la poussée du lanceur : il correspond au début de la trajectoire du satellite sur son orbite. Si la composante verticale de la vitesse est nulle au point d'injection le périgée se confond avec le point d'injection.

L'heure de lancement est donc un facteur souvent important. Pour certains satellites héliosynchrones, la fenêtre de lancement est réduite à quelques minutes par jour. D'autres critères peuvent être pris en compte en particulier la position du soleil lorsque la charge utile entame son orbite : celle-ci a une incidence sur les capteurs pilotant le contrôle de l'orientation et sur l'éclairement des panneaux solaires.
Pour une sonde spatiale qui doit être mise en orbite ou survoler une autre planète, il est nécessaire de prendre en compte les positions relatives de la Terre et de la planète visée : pour des raisons de coût, ces sondes sont généralement conçues pour emporter une quantité de carburant correspondant aux configurations les plus favorables. Celles-ci peuvent n'apparaître qu'à des intervalles de temps éloignées (créneau d'environ huit mois tous les deux ans pour Mars. Le calendrier de réalisation du satellite tient évidemment compte de la fenêtre de tir mais à la suite de retard dans le développement ou de problèmes avec le lanceur, il est arrivé que, la fenêtre de tir ayant été manquée, le lancement soit reporté de plusieurs mois sinon de plusieurs années.

### Décollage
La trajectoire d'une fusée est initialement verticale durant 10 à 20 secondes pour dégager la fusée des installations au sol.

### Max Q
Durant la traversée de l'atmosphère la fusée est basculée dans le plan de sa future orbite en optant pour un angle qui doit minimiser les efforts mécaniques qui s'exercent sur sa structure c'est-à-dire en réduisant au minimum la pression aérodynamique. Durant cette phase les rafales de vent doivent être amorties. Durant cette phase, la pression aérodynamique, qui est fonction de la vitesse et de la densité de l'atmosphère, passe par un maximum (la PD max ou max Q). La structure du lanceur doit être dimensionnée pour pouvoir supporter ces forces. Pour la fusée Ariane 5, la pression dynamique maximum est atteinte à une altitude de 13,5 km alors que la fusée se déplace à une vitesse relative d'environ Mach 2.

### Séparation des étages
La séparation des étages est effectuée à l'aide de boulons explosifs ou de charges pyrotechniques. Certains lanceurs comportent de petites fusées de séparation qui ralentissent l'étage largué pour éviter que celui-ci ne vienne percuter le reste de la fusée car l'extinction du moteur de l'étage largué n'est généralement pas totale (queue de poussée) tandis que l'allumage de l'étage suivant n'est pas immédiat. Après séparation, des fusées de tassement (ullage rocket en anglais) de faible puissance peuvent être allumées pour plaquer les ergols liquides au fond du réservoir et permettre une alimentation des moteurs principaux au démarrage malgré l'apesanteur. Si le vaisseau comporte un équipage, la tour de sauvetage, qui constitue un poids mort significatif, est larguée dès que l'altitude atteinte permet au vaisseau spatial d'interrompre le vol en toute sécurité.

### Rôle des étages supérieurs
Au-delà de 50 km l'atmosphère est suffisamment raréfiée pour que la pression aérodynamique devienne quasi nulle : il n'y a plus de contrainte sur l'orientation de la poussée. Si le vol est un lancement de satellites, arrivé à une altitude qui se situe selon les lanceurs entre 100 et 200 km d'altitude, la coiffe, dont le poids réduit la performance du lanceur, est larguée car la charge utile ne subit plus qu'une pression aérodynamique très faible.

### Mise en orbite de la charge utile
Selon le type de mission, le lanceur place la charge utile immédiatement sur son orbite définitive (satellites en orbite basse) ou sur une orbite d'attente ou de transfert (satellite géostationnaire, sonde spatiale à destination d'une autre planète). Le lanceur après avoir décollé prend un azimut de manière que le vecteur vitesse se rapproche le plus possible du plan d'orbite cible à l'extinction des moteurs du lanceur.
Lorsque le moteur du lanceur s'éteint la charge utile entame sa première orbite : c'est le point d'injection. Si par suite d'une défaillance partielle du lanceur, la vitesse de satellisation n'est pas atteinte, la charge utile effectue un vol balistique et retombe vers le sol. Si la composante verticale de sa vitesse par rapport au sol est nulle au point d'injection ce dernier se confond avec le périgée de l'orbite sinon le périgée se trouve à une altitude inférieure. Il subsiste toujours de petits écarts par rapport à l'orbite visée (les dispersions) qui sont corrigées dans les phases suivantes.
Avant le largage de la charge utile le lanceur modifie son orientation conformément au besoin de celle-ci. Le lanceur imprime une vitesse de rotation plus ou moins importante à la charge utile pour lui donner une certaine stabilité. Celle-ci se sépare alors du lanceur. Le lanceur peut répéter cette opération plusieurs fois s'il s'agit d'un lancement multiple. la charge utile libérée met en service ses panneaux solaires en les déployant si nécessaire (manœuvre parfois source de défaillances). Elle utilise ses senseurs pour définir son orientation dans l'espace et corrige celle-ci à l'aide de ses moteurs d'attitude de manière à pointer ses panneaux solaires et ses instruments dans la bonne direction.

### Retombée et récupération
La trajectoire est calculée de manière que, après la séparation, les étages retombent dans une zone dépourvue d'habitations. Généralement les installations de lancement sont choisies pour que la fusée survole l'océan durant sa trajectoire : ainsi les débris (étage largué, fragment du lanceur en cas de défaillance) retombent en mer. Pour cette raison la plupart des bases de lancement sont situées en bord de mer et l'azimut des lancements est contraint par l'interdiction de survoler des terres. Une autre solution consiste à placer la base de lancement dans une région désertique. Toutes ces règles ne sont pas toujours respectées en Russie et en Chine.

## Applications
Plusieurs catégories d'engins utilisent la technologie des fusées : lanceur spatial, fusée-sonde, missile militaire. Sur le plan technique la frontière entre ces trois catégories est très mince. Ainsi jusque dans les années 2000 les principaux lanceurs spatiaux russes (famille des Soyouz, Rokot, Tsiklon, Cosmos, Proton), américains (Titan, Atlas, Delta) et chinois (Longue Marche) étaient à l'origine des missiles balistiques. Par ailleurs des lanceurs spatiaux légers ont été développés à partir de fusées-sondes (Lambda, SS-520, SPARK).
| Usage                                  | Type d'ergol                                                               | Profil de la phase propulsive                    | Durée de la propulsion                                        | Accélération maximale          |
| -------------------------------------- | -------------------------------------------------------------------------- | ------------------------------------------------ | ------------------------------------------------------------- | ------------------------------ |
| Lanceur spatial                        | Ergols liquide ou propergol solide                                         | Poussée presque constante                        | 2 à 8 minutes                                                 | 1,2 à 6 g                      |
| Propulseur d'appoint                   | Propergol solide                                                           |                                                  | 30 s. à 2 minutes                                             | 1,2 à 3 g                      |
| Missile anti-aérien                    | Propergol solide avec parfois un étage liquide pour la phase finale du vol | Forte poussée initiale puis poussée décroissante | 2 à 75 secondes pour chaque étage                             | 5 à 20 g parfois jusqu'à 100 g |
| Missile air-sol guidé                  | Propergol solide                                                           | Forte poussée initiale puis poussée décroissante | 2 à 5 secondes pour la poussée initiale puis 10 à 30 secondes | jusqu'à 25 g                   |
| Contrôle d'attitude d'un engin spatial | Ergols liquides stockables et hypergoliques                                | jusqu'à plusieurs milliers de mise à feu         | jusqu'à quelques heures en temps cumulé                       | Moins de 0,1 g                 |
| Fusée-sonde météorologique             | Propergol solide                                                           | Phase propulsive unique                          | 5 à 50 secondes                                               | jusqu'à 15 g                   |
| Missile antichar                       | Propergol solide                                                           | Phase propulsive unique                          | 0,2 à 3 secondes                                              | jusqu'à 20 g                   |

### Lanceur spatial
Le lanceur spatial, dont la spécificité est de placer en orbite des engins habités (élément de station spatiale, vaisseau avec équipage) ou non (satellite, sonde spatiale, télescope spatial), constitue l'emploi sans doute le plus connu de la technologie des fusées au point que l'usage des deux termes est souvent confondu. On distingue les différents lanceurs spatiaux par leur capacité à placer une charge utile plus ou moins lourde en orbite : celle-ci peut aller de quelques kilogrammes pour des lanceurs spatiaux dont la masse atteint quelques tonnes au décollage à plus de 100 tonnes (Saturn V) pour des lanceurs spatiaux de quelques milliers tonnes. Objet technologique pointu, le lanceur spatial est longtemps resté l'apanage d'une poignée de pays. En 2024 plus de quinze pays disposent d'un lanceur de fabrication nationale.

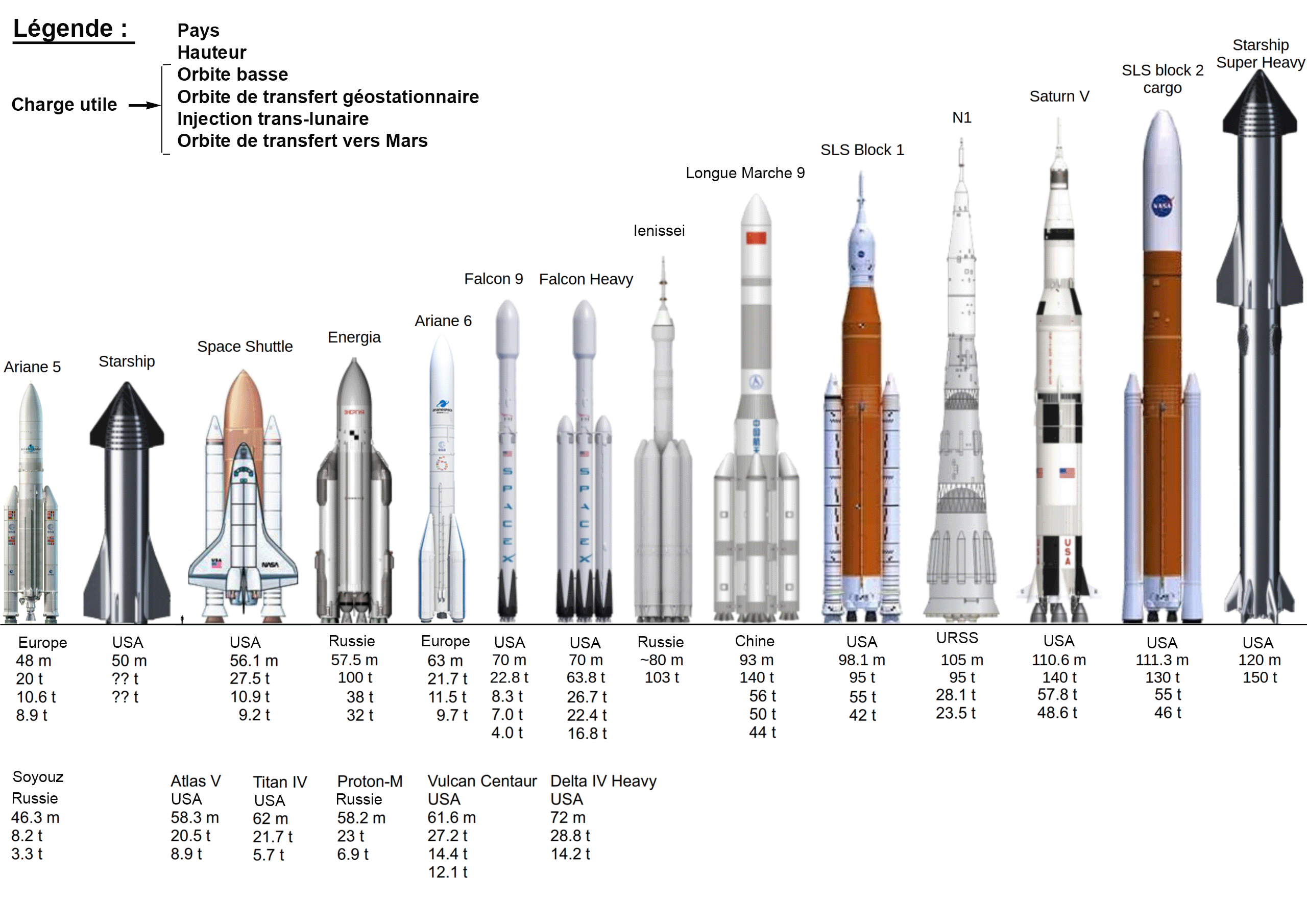
Taille comparative de quelques lanceurs lourds.

### Missile

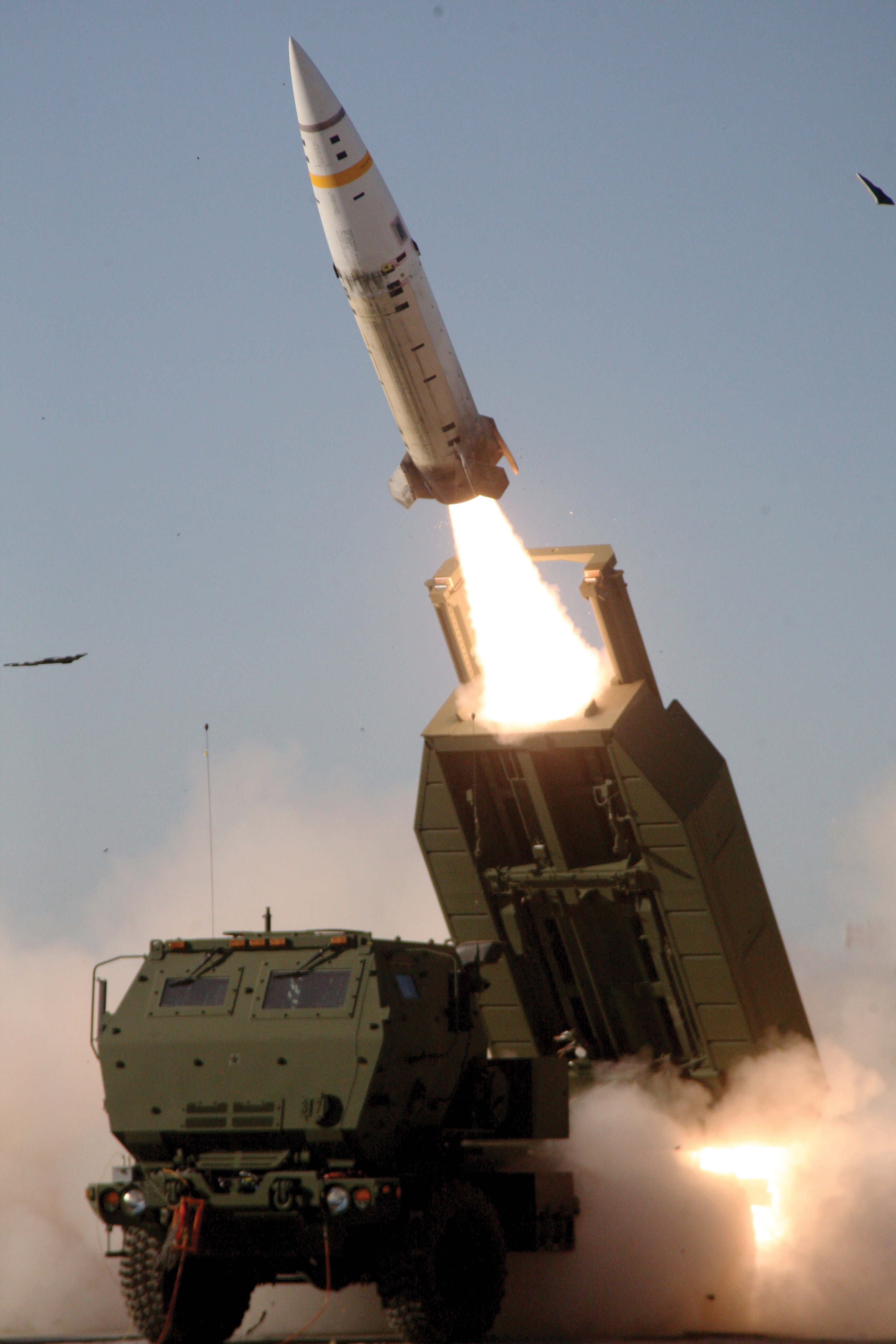
Lancement d'un missile sol-sol à propergol solide ATACMS d'une portée de 300 km.

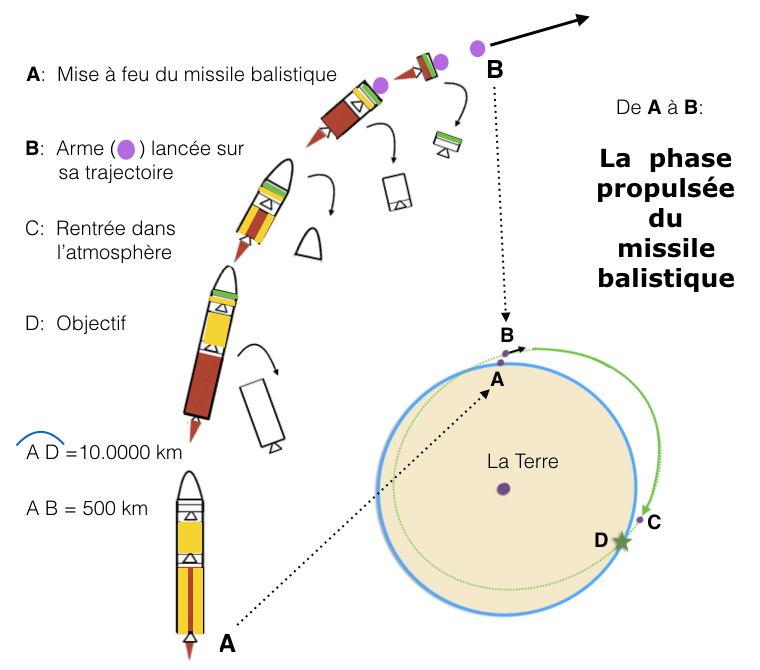
Trajectoire d'un missile balistique intercontinental.

Un missile est une fusée qui transporte une charge militaire qu'il doit faire exploser près de sa cible. Il existe différentes catégories de missile qui se distinguent par :
- leur point de départ (Installation ou engin terrestre, avion, navire de surface, sous-marin) et leur cible (Installation ou engin terrestre, avion ou navire). On distingue par exemple les missiles air-air, antinavire, antiaérien, antichar, sol-sol.
- leur trajectoire et leur portée : missile balistique dont la trajectoire culmine à plusieurs centaines de kilomètres pour que sa portée puisse atteindre milliers de kilomètres, missile de croisière à la trajectoire rasante et pouvant franchir des centaines voire plus de 1000 kilomètres, missile balistique intercontinental emportant une ou plusieurs charges nucléaires et capable de franchir plus de 10 000 kilomètres, missile tactique (dit aussi opérationnel ou de théâtre) destiné à étendre la capacité offensive des forces armées au-delà de celle de l'artillerie généralement sa portée se limite à quelques centaines de kilomètres et il est doté d'une charge conventionnelle.
- la nature de leur charge militaire : charge nucléaire, charge classique.

Les premiers missiles avaient souvent recours à des ergols liquides mais pour des raisons de stockage, de cout et de mise en œuvre le propergol solide s'est pratiquement imposé partout. Tout comme dans le cas d'une fusée un missile peut comporter plusieurs étages. Sa vitesse, qui dépend de la catégorie, va de quelques centaines de kilomètres à l'heure (missile antichar) à plusieurs kilomètres par seconde (missile balistique). Le missile se distingue souvent par la sophistication du guidage final qui vise à s'approcher au maximum de la cible. Pour les missiles sol-sol antichar, donc à courte portée (portée maximale de quelques kilomètres), le guidage peut être réalisé par le tireur via une liaison en fibre de verre). Il faut noter que certains missiles (en particulier les missiles de croisière) ne sont techniquement pas des fusées car leur propulsion repose sur un turboréacteur ou un statoréacteur.

### Avion-fusée
L'avion-fusée est un avion propulsé par un moteur-fusée. Ce type de propulsion lui permet d'atteindre des vitesses nettement supérieures à celles obtenues avec tout autre type de propulsion. Il est également utilisable à des altitudes plus élevées et fournit une forte accélération. En contrepartie, le moteur-fusée n'est utilisable que pendant des durées assez courtes, de l'ordre de quelques minutes seulement et, une fois son carburant épuisé, il devient très vulnérable lorsqu'il est utilisé à des fins militaires. Les premiers avions-fusées ont été mis en œuvre à titre expérimental dans les années 1930 par les ingénieurs allemands, italiens et soviétiques. Vers la fin de la Seconde guerre mondiale l'intercepteur allemand Messerschmitt Me 163 Komet est le premier engin de ce type produit en série. Durant les années d'après-guerre, les avions-fusées sont utilisés pour étudier le comportement des avions à des vitesses supérieures à la vitesse du son, étudier la haute atmosphère et battre des records de vitesse. L'agence américaine ancêtre de la NASA, la NACA pilote le développement de plusieurs avions-fusées remarquables : le Bell X-1 devient en 1947 le premier avion à franchir le mur du son en vol en palier, et serait le premier d'une série d’aéronefs propulsés par fusées du NACA/NASA, tandis que le North American X-15 , exploité pendant environ une décennie, atteint une vitesse maximale de Mach 6,7 ainsi qu'une altitude maximale de plus de  100 km. L'augmentation des performances des moteurs à réaction dans les années 1960 rend caduque le recours à une propulsion par moteur-fusée sur un avion.

### Fusée-sonde

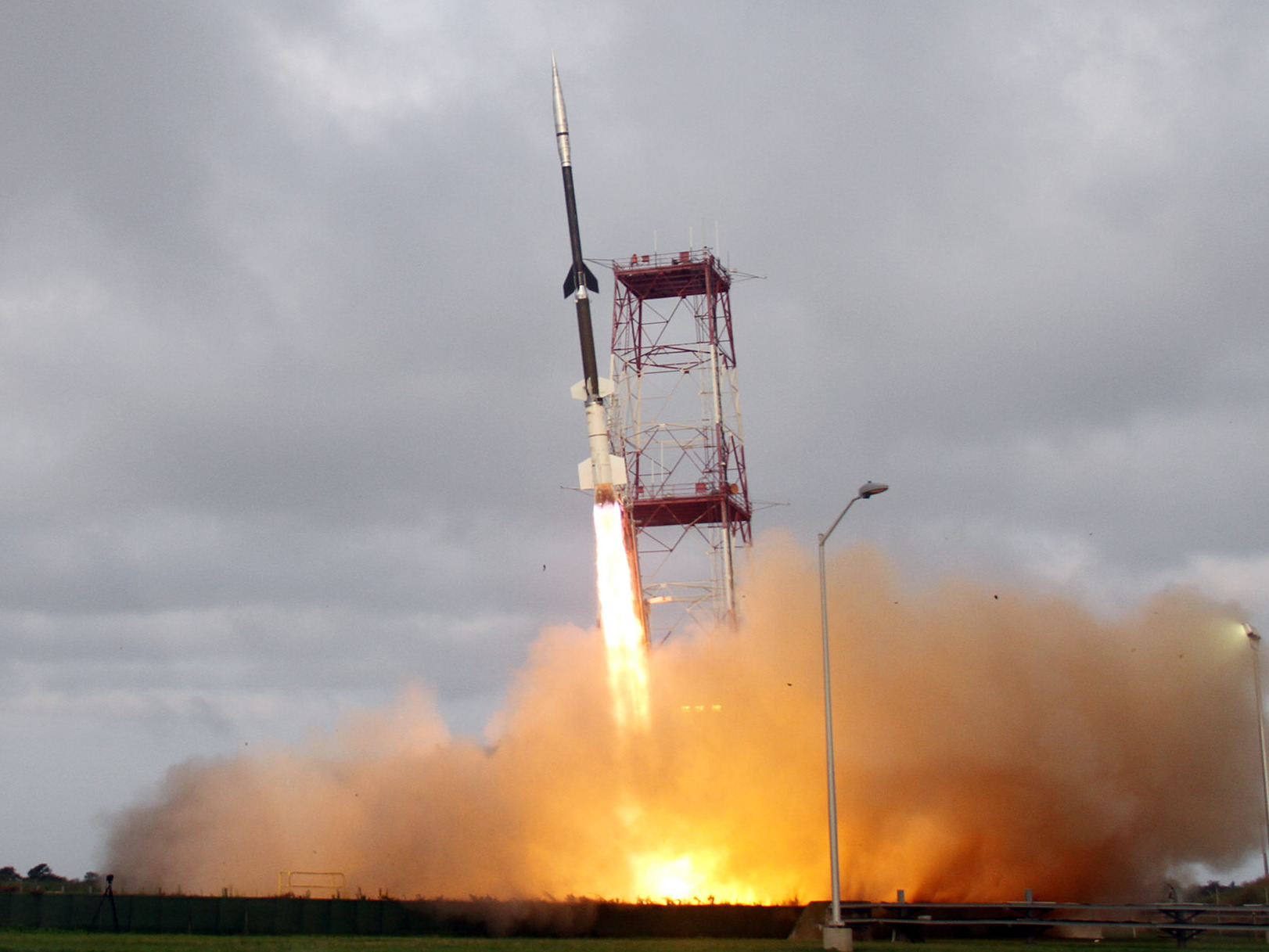
Fusée-sonde Black Brant XI.

Une fusée-sonde est une fusée décrivant une trajectoire suborbitale permettant d'effectuer des mesures et des expériences pour étudier la haute atmosphère, réaliser des expériences de microgravité ou effectuer des observations ou astronomiques. Lancée verticalement, une fusée-sonde peut emporter des centaines de kilogrammes d’instruments ou d’expériences scientifiques à une altitude comprise entre une centaine et un millier de kilomètres selon les modèles. Sa charge utile, abritée dans la pointe de l’engin, est récupérée avec un parachute.
Les premières fusées opérationnelles ont été mises en œuvre par des fusées-sondes. Entre 1926 et 1976 les fusées sondes étaient souvent utilisées pour effectuer des observations météorologiques. Elles utilisaient des moteurs-fusées à ergols liquides de conception très simple (alimentation par pressurisation des réservoirs) car les moteurs-fusées à propergol solide n'étaient pas disponibles dans les dimensions adaptées et leur température de stockage étaient trop contraignantes. Les besoins qui étaient couverts par les fusées-sondes sont désormais le plus souvent pris en charge par d'autres moyens et le nombre de fusées-sondes lancées a fortement diminué. Celles-ci utilisent désormais le plus souvent des moteurs-fusées à propergols solide.

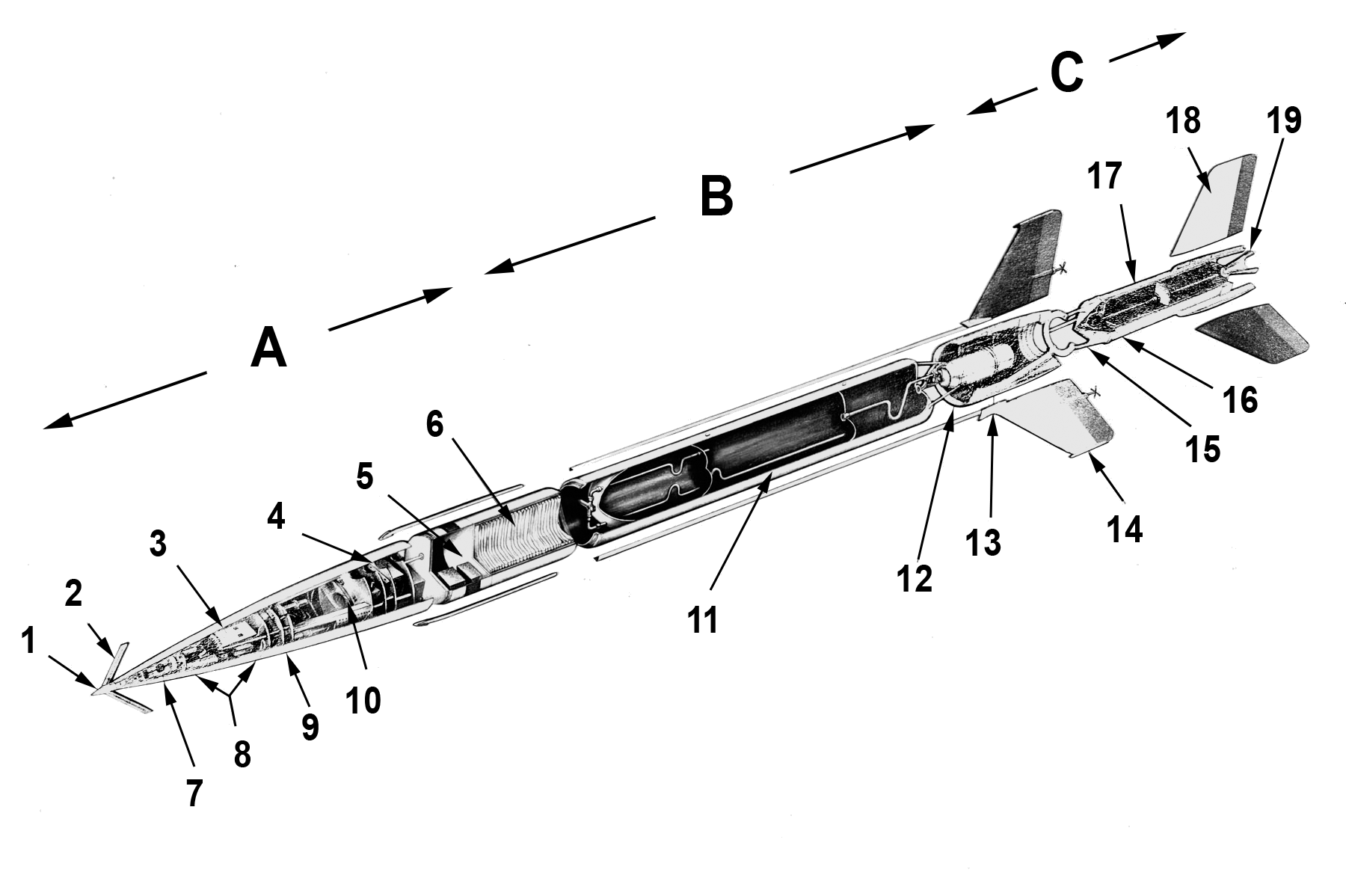
Schéma d'une fusée-sonde Aerobee. A : Charge utile - 1 : Cône - 2 : Antenne - 3 : Canaux de télémesures - 4 : Enregistreur - 5 : Balise - 6 : Parachute - 7 : Dynamo - 8 : Équipements de télémesures - 9 : Accumulateurs - 10 : Expérience - B : Étage à ergols liquides - 11 : Réservoirs d'ergols - 12 : Moteur-fusée - 13 : Structure de la queue de la fusée - 14 : Ailette - C : Étage à propergol solide - 15 : Structure de poussée - 16 : Allumeur - 17 : Chambre à combustion - 18 : Ailette - 19 : Tuyère.

### Assistance au décollage des avions

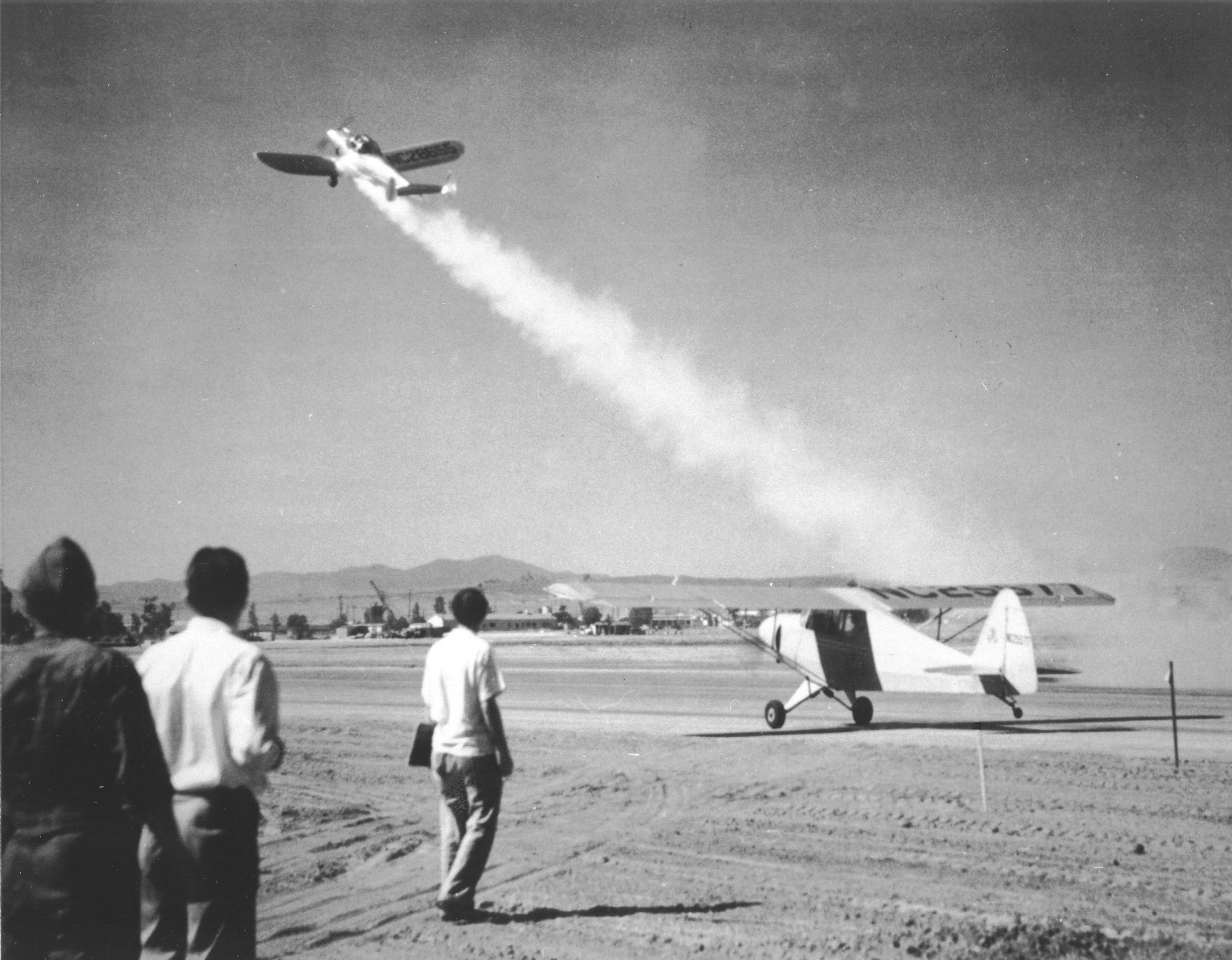
Premier décollage assisté par une fusée JATO mise au point par les créateurs du JPL (décembre 1941).

À la fin des années 1930, les ingénieurs développent dans plusieurs pays (notamment aux États-Unis au sein du Jet Propulsion Laboratory) une première application pratique des fusées dans le domaine aérosptial. Les fusées d'assistance au décollage sont des petits engins propulsés par des moteurs-fusées à ergols liquides ou propergol solide. Aux Etats-Unis les fusées JATO (Jet-Assisted TakeOf) sont conçues durant la Seconde guerre mondiale pour faciliter le décollage des bombardiers lourds utilisant des pistes courtes qui abondent en particulier dans les îles du sud de l'Océan Pacifique et le premier test en vol a lieu en 1941.

## Installations au sol et lancement

Vue d'ensemble de la base de lancement de Kourou utilisée pour les tirs des fusées de l'Agence spatiale européenne : pas de tir, aéroport, route principale, bâtiments d'assemblage, stations de poursuite) et de ses environs immédiates (ville et port de Kourou).

Une fusée, dès qu'elle est complexe (lanceur spatial, fusée-sonde, missile balistique à longue portée), nécessite des installations permettant de réaliser selon le cas son montage, le chargement des ergols liquides, la vérification de son fonctionnement, son lancement et le suivi du déroulement de son vol. Une grande partie de ces moyens sont rassemblés dans la base de lancement d'où elle décolle. Celle-ci est constituée de plusieurs bâtiments destinés au stockage des éléments de la fusée à son assemblage et à la préparation du lanceur, de stations de télémesure et de poursuite radar, d'un pas de tir et d'un centre de contrôle depuis lequel toutes les opérations de l'assemblage jusqu'au décollage sont suivies. L'implantation d'une base de lancement doit respecter plusieurs contraintes. La plus importante est absence d'habitants aux alentours et sous la trajectoire de la fusée. Très souvent la base est implantée en bord de mer pour cette raison : ainsi la trajectoire de la fusée survole immédiatement la zone maritime après le décollage. Les bases chinoises et russes ne respectent cette règle que de manière imparfaite et c'est une source de conflits, bien que pour les bases russes les zones de retombées sont quasiment désertiques (Sibérie, désert du Kazakhstan). La Chine a implanté ses bases sur des territoires peuplés. Toutefois la dernière base construite (Wenchang), qui est amenée à devenir la plus importante, se situe en bord de mer. Les autres contraintes sont la disponibilté d'une grande surface de terrain, la latitude proche de l'équateur si la base est utilisée pour des lancements des satellites géostationnaires et des sondes spatiales interplanétaires, la disponibilité de certaines facilités logistiques (selon le cas liaison routière, aéroport, route, voie ferroviaire ou port pour le transport des éléments de la fusée et des satellites, télécommunications, base-vie).
Selon la taille et certaines caractéristiques de la fusée, le pas de tir d'où décolle la fusée peut avoir des caractéristiques très variables. Pour les lanceurs spatiaux légers utilisant des ergols non cryogéniques il peut se résumer à un simple trépied sur lequel est posé la fusée éventuellement associé à un mat ombilical pour l'alimentation en électricité et le contrôle du fonctionnement. Pour les missiles balistiques à grande portée décollant du sol, la fusée est transportée et lancée par un tracteur-érecteur-lanceur. Les lanceurs spatiaux nécessitent des installations de lancement complexes : bâtiment d'assemblage, tour de lancement permettant l'alimentation en ergols et les interventions humaines à des points stratégiques, fosse profonde placée sous la plateforme d'ou décolle la fusée accompagné d'un dispositif.

## Historique

### Premières utilisations
La mise au point des premières fusées est directement liée à la découverte de la poudre noire, mélange de charbon, de salpêtre et de soufre à fort pouvoir explosif. Cette découverte attribuée par la plupart des historiens aux Chinois remonte peut-être au XIe siècle mais aucun document écrit ne l'atteste. Le premier usage documenté de fusées porte sur une bataille qui s'est déroulée en 1232 : durant le siège de Kaifeng par les Mongols, les Chinois repoussent leurs ennemis à l'aide de « flèches de feu volantes ». Les fusées utilisées à l'époque, bien que n'étant pas très destructrices par elles-mêmes, permettaient de désorganiser l'armée adverse en provoquant la panique de ses chevaux. Cette innovation se diffuse rapidement. Après leur victoire à la bataille de Kaifeng, les Mongols produisent leurs propres fusées et cette connaissance se diffuse rapidement auprès des peuples qu'ils attaquent : japonais, coréens, indiens et peut-être les européens. Du XIIIe siècle au XVe siècle, en Angleterre, le moine anglais Roger Bacon donne la formule de la poudre noire dans un ouvrage qui date sans doute des années 1240. La première utilisation en Europe dans un combat significatif se déroule dans le cadre d'un conflit entre Venise et Gênes au cours de laquelle une tour de la ville de Chiogga est bombardée par des fusées,.
Au XVIe siècle, Conrad Rudolf Haas propose dans le manuscrit de Sibiu des dessins de fusées pyrotechniques comportant deux ou trois étages. Ceci étant, les premiers étages de ces fusées étaient conçus pour se consumer entièrement, de sorte que la séparation de ces étages (qui est une façon de se débarrasser de leur masse inerte) n'était plus nécessaire, (concept de fusée autophage, toujours étudié au XXIe siècle, notamment par l'université de Glasgow ou l'entreprise française Alpha Impulsion). Le même Haas dessine même une maison volante placée au sommet d'une fusée : on peut y voir la préfiguration d'une fusée habitée.
Les travaux de Haas sont poursuivis par son contemporain Johann Schmidlap qui décrit aussi dans son livre Künstliche und rechtschaffene Fewrwerck zum Schimpff (1591) une fusée à étages. Kazimierz Siemienowicz, dans son ouvrage Artis Magnae Artilleriae pars prima (1650), décrit aussi les fusées à étages.

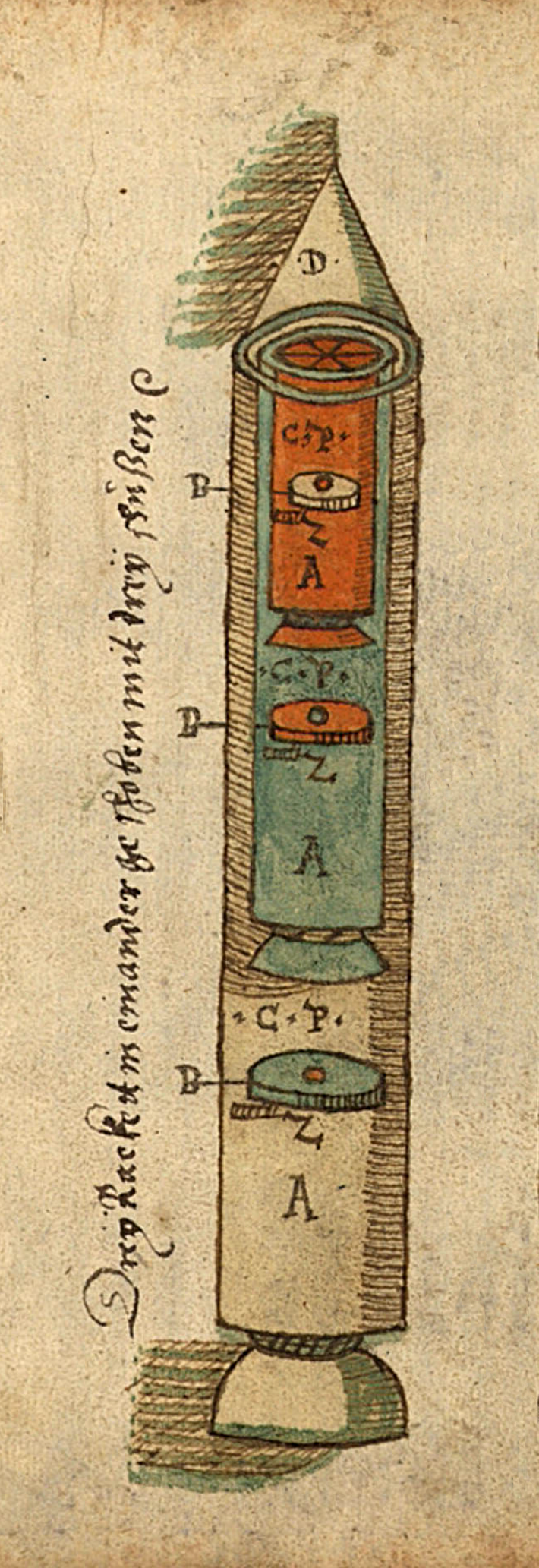
Une fusée à trois étages de Conrad Haas (1530).
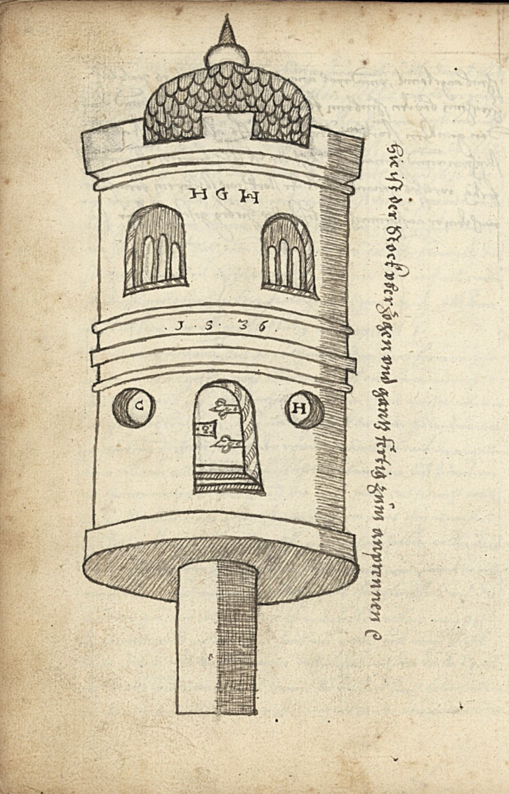
Maison volante de Conrad Haas.
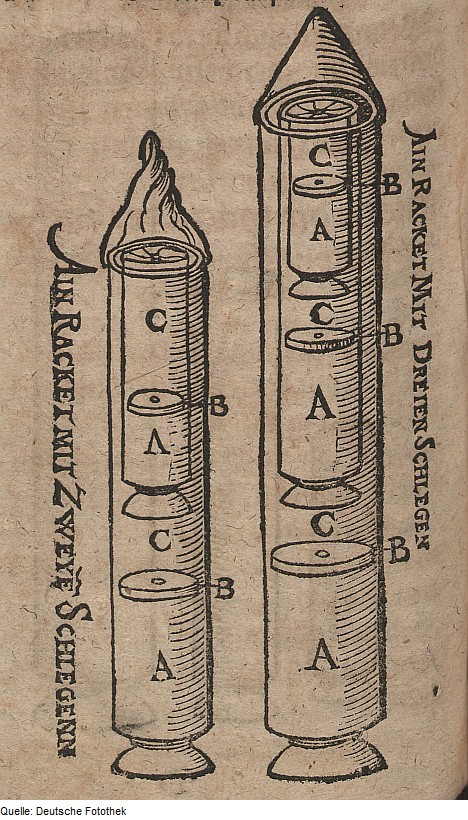
Fusée à deux étages et d'une autre à trois étages par Johann Schmidlap (1591)
Fusée à 3 étages de Kazimierz Siemienowicz

### Une utilisation militaire en pointillé de la Renaissance au début duXIXesiècle

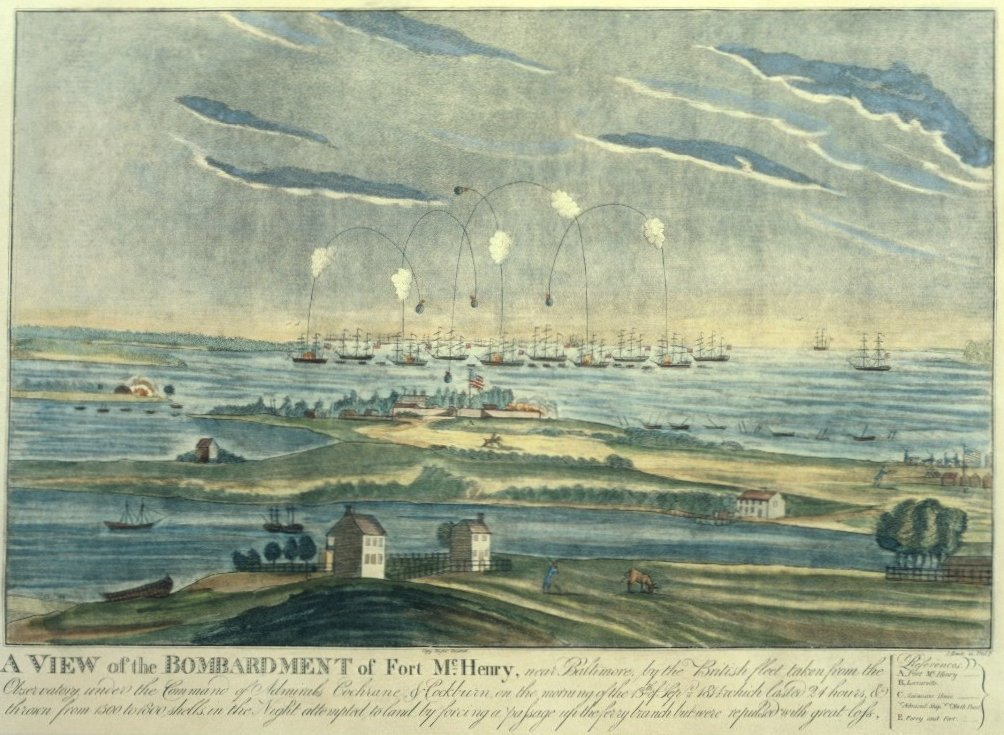
Le bombardement de fort McHenry par les navires britanniques à l'aide de fusées Congreve constituent la source d'inspiration des paroles de l'hymne national américain.

Les fusées en tant qu'arme auraient été utilisées en Normandie contre les Anglais vers 1450. En France, Jean Froissart découvre que la précision de ces armes était améliorée si on les lançait à partir de tubes (c'est l'ancêtre du bazooka). En Italie, Joanes de Fontana conçut une torpille de surface, propulsée par fusée, dont le but était mettre le feu aux navires ennemis. Au XVIe siècle, l'amélioration de la puissance et de la précision de l'artillerie contribue à faire tomber en désuétude l'utilisation militaire des fusées mais celles-ci sont toujours utilisées pour les feux d'artifice. À la fin du XVIIIe siècle, leur usage militaire connait un bref renouveau. Le souverain de l’État de Mysore en Inde utilise contre l'envahisseur anglais un corps d’artificiers armés de fusées comportant une chemise en acier, les fusées de Mysore. Cet exemple inspire l'anglais William Congreve qui met au point la fusée éponyme qui est utilisée avec un succès variable au cours de plusieurs batailles navales ou terrestres durant les guerres napoléoniennes. Durant la guerre anglo-américaine de 1812 ces fusées sont utilisées en masse par des navires britanniques pour bombarder le fort McHenry à Baltimore, (Maryland). Les éclats lumineux rouges des fusées lancées contre le fort sont la source d'inspiration de l'hymne national américain  The Star-Spangled Banner. Mais les fusées Congreve étaient peu précises et leur impact découlait surtout de leur nombre, plusieurs milliers d'entre elles étant lancées durant un siège. Partout dans le monde, des expériences sont mises au point pour tenter d'améliorer la précision des fusées. Un anglais, William Hale, met au point une technique de stabilisation par rotation : celle-ci est obtenue grâce à des jets de gaz éjectés par deux orifices situés au sommet de la fusée qui viennent frapper de petits ailerons. Cette méthode est toujours utilisée de nos jours. Au cours du XIXe siècle les progrès de l'artillerie (chargement par la culasse, tube rayée) entrainent l'abandon de la fusée en tant qu'arme. Un artificier allemand, Johann Schmidlap, invente la fusée gigogne, un engin à multiples étages allumés séquentiellement et permettant de faire atteindre au feu d'artifice une plus grande altitude. C'est l'ancêtre des fusées à multiples étages utilisées aujourd'hui. Lors de la Première Guerre mondiale, les fusées refont surface avec les ancêtres des roquettes, utilisées par les aviateurs pour toucher les ballons d'observation ennemis.

### Travaux théoriques de Constantin Tsiolkovski (1903)
Entre la fin du XIXe siècle et la Seconde Guerre mondiale les plus grands progrès sur le plan théorique sont dus au russe Constantin Tsiolkovski. Celui-ci dans son ouvrage L'Exploration de l'espace cosmique par des engins à réaction publié en 1903, décrit une fusée à propergol liquide (hydrogène/oxygène) qui serait assez puissante pour se libérer de l'attraction terrestre et atteindre d'autres planètes. Il fait des recherches sur les ergols utilisables pour propulser les fusées, la forme de la chambre de combustion, son refroidissement par circulation du carburant, le guidage de la trajectoire par surfaces mobiles placées dans le jet de gaz, la stabilisation gyroscopique de la fusée, principes qui seront repris par la suite. Il écrit la loi fondamentale du rapport de masse impliquant le découpage de la fusée en plusieurs étages. Il calcule aussi les différentes vitesses entrant en ligne de compte en astronautique et connues sous le nom de vitesses cosmiques. Il décrit une station interplanétaire qui serait composée de plusieurs éléments séparés, et dont l'orbite pourrait être modifiée.

### Défrichage technique de l'entre-deux-guerres (1918-1939)

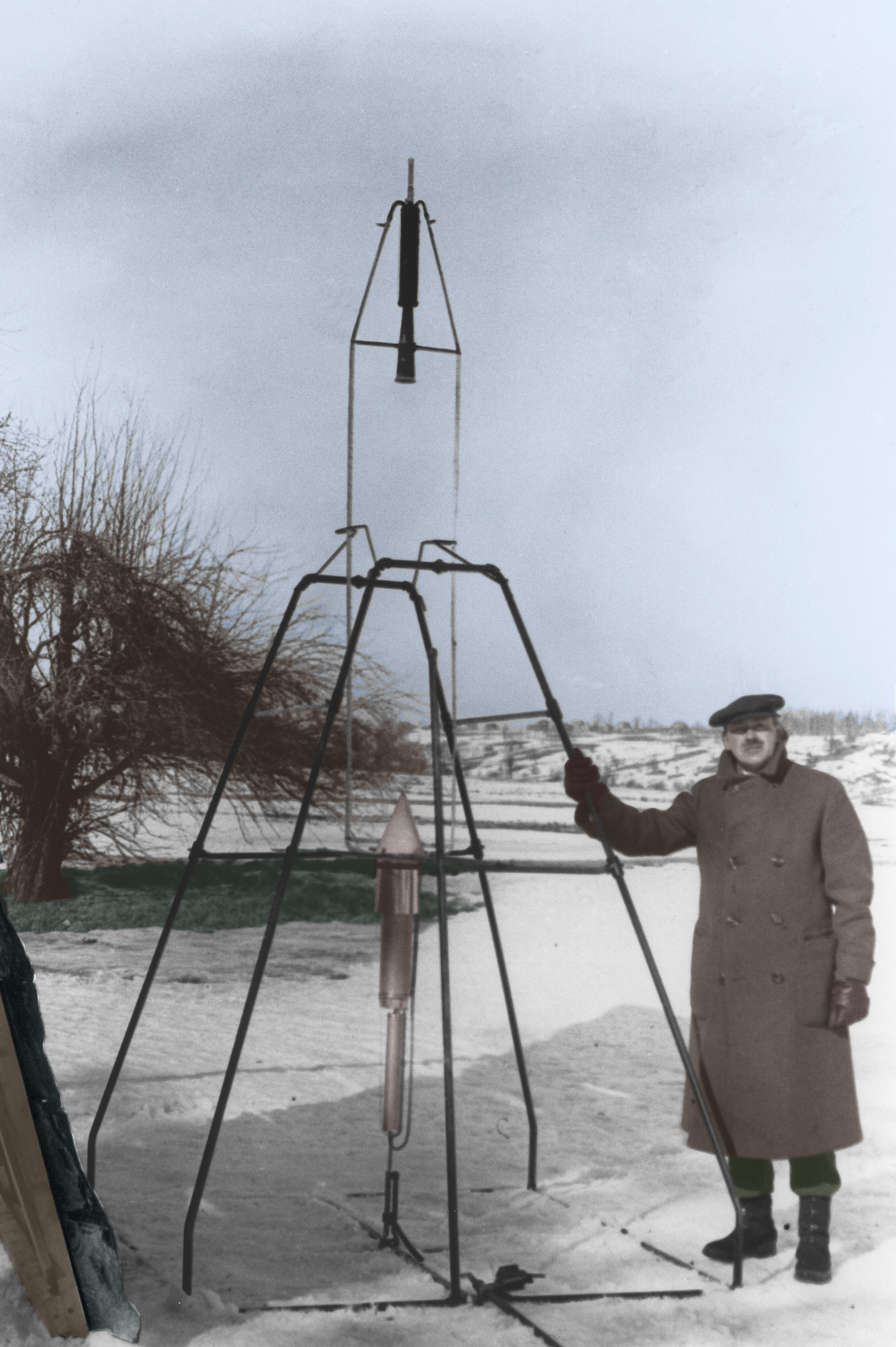
Goddard et sa première fusée (à traction avant), baptisée Nell, en 1926.

La maitrise technique des fusées progresse très rapidement dans l'entre-deux-guerres grâce à plusieurs pionniers de différentes nationalités. Tous les composants de fusées modernes (moteur fusées à ergols liquides et à propergol solide, turbopompe, méthode de stabilisation, gyroscope) sont progressivement conçus et expérimentés durant cette période et de nombreuses combinaisons d'ergols sont testées. L'ingénieur américain Robert Goddard met au point en 1926 la première fusée propulsée par un moteur à ergols liquides et au cours des années suivantes il développe des fusées de plus en plus puissantes en développant un gyroscope et un système de récupération de la charge utile par parachute. Il dépose plus de 100 brevets mais aucune de ces inventions ne sera exploitée et les fusées américaines développées après la Seconde guerre mondiale seront principalement issues des travaux des ingénieurs allemands ayant mis au point le missile balistiques V2,. Parmi les pionniers de cette époque on peut également citer Pedro Paulet, réalisateur du premier moteur à propergols liquides, Louis Damblanc qui lança la première fusée à étages, et Robert Esnault-Pelterie, plus connu pour ses inventions dans le domaine de l'aéronautique. Les ingénieurs allemands de l'entre-deux-guerres ont trouvé leur source d'inspiration dans les travaux de Hermann Oberth. Ce roumain de la minorité allemande publie en 1923 un livre sur les techniques de voyage dans l'espace interplanétaire qui va être une source d'inspiration pour les sociétés d'amateurs passionnés qui sont fondées dans le monde entier dans le but de mettre au point et faire voler des fusées. C'est une de ces associations, le Verein fur Raumschiffahrt (association pour le vol spatial) fondée à Berlin en 1927 par plusieurs jeunes ingénieurs dont Wernher von Braun, qui sera à l'origine du formidable essor des fusées dans l'Allemagne nazie.

### V2 première fusée opérationnelle

Diagramme d'une fusée V2.

Au début du XXe siècle, le développement de fusées dans un but pacifique pour des voyages interplanétaires est une source de motivations pour les chercheurs mais ce sont les militaires qui finalement contribuent au développement des fusées en finançant les travaux aboutissant à des applications pratiques telles que les roquettes, les systèmes d'assistance au décollage des avions, les avions-fusées et les missiles balistiques. Les ingénieurs allemands dirigés par Wernher von Braun mettent au point les quatre technologies clés qui vont permettre la réalisation du premier missile balistique opérationnel technologies : un moteur-fusée à ergols liquides à forte poussée, le gyroscope permettant de guider la fusée en vol, théorie aérodynamique du vol à vitesse supersonique et un dispositif de contrôle de d'attitude). La fusée V2 dont le moteur-fusée brûle un mélange d'alcool et d'oxygène liquide a une portée de 360 kilomètres et emporte une charge explosive de plus de 700 kilogrammes. Mais sa précision très médiocre en fait une arme militaire de piètre qualité et les 1312 missiles lancés auront surtout eu un impact psychologique auprès des populations d'Europe.

### Guerre froide: développement des missiles balistiques intercontinentaux
Avec la fin de la seconde guerre mondiale, débute la guerre froide qui oppose les États-Unis et l'Union soviétique sur des champs de bataille de leurs alliés. Les deux pays, qui se livrent à une course aux armements, ont récupéré le matériel et les ingénieurs allemands pour leur propre compte (voir Opération Paperclip). Le premier « V2 » américain, sur lequel travaillait von Braun, décolle le 14 mars 1946. Le « V2 » soviétique, lui, décolle le 18 octobre 1947 sous la direction de Sergueï Korolev et Valentin Glouchko. La course vers l'espace était commencée.

## Performances des lanceurs spatiaux existants
Indépendamment de sa taille deux paramètres suffisent pratiquement pour définir les performances d'une fusée :
- l'indice structurel. Cet indice structurel dépend du poids de la structure mais également de la compacité du moteur-fusée.
- la vitesse d'éjection des gaz qui dépend essentiellement de la nature de ces gaz.

| Lanceur          | Constructeur | Date 1er vol | Capacité (tonnes) orbite basse | Capacité (tonnes) orbite géostationnaire | Masse (tonnes) | Hauteur (mètres) | Vols réussis nbre vols | Remarques | Statut                  |
| ---------------- | ------------ | ------------ | ------------------------------ | ---------------------------------------- | -------------- | ---------------- | ---------------------- | --- | ----------------------- |
| Angara A5        | Russie       | 2013         | 24,5                           | 4,5                                      | 759            | 55,4             | 0                      | | En développement        |
| Falcon Heavy     | États-Unis   | 2018         | 63,8                           | 26,7                                     | 1421           | 70               | 3                      | Son premier étage et ses boosters latéraux atterrissent séparément soit sur une barge en pleine mer ou sur la terre ferme près de leurs lieux de décollage pour être réutilisés | En opération            |
| Ares V           | États-Unis   |              | 188                            | -                                        | ?              | 116              | 0                      | Développement abandonné en 2010 | Développement abandonné |
| Ares I           | États-Unis   | 2009         | 25                             | -                                        | ?              | 94               | 1                      | Initialement destinée aux vols habités, son développement a été abandonné en 2010                                                                                               | Développement abandonné |
| Ariane 5 ECA     | Europe       | 2002         | 21                             | 9,6                                      | 780            | 56               | 90/94                  | | Arrêtée                 |
| Atlas V 400      | États-Unis   | 2002         | 12,5                           | 7,6 (GTO)                                | 546            | 58,3             | 8/8                    | | En opération            |
| Delta II         | États-Unis   | 1989         | 2,7-6,1                        | 0,9-2,17 (GTO)                           | 152-232        | 39               | 151/153                | | En opération            |
| Delta IV Heavy   | États-Unis   | 2004         | 25,8                           | 6,3                                      | 733            | 77,2             | 10/11                  | | En opération            |
| Falcon 9         | États-Unis   | 2009         | 9,9                            | 4,9 (GTO)                                | 325            | 70               | 47/49                  | Première fusée ayant son premier étage atterrissant soit sur une barge en pleine mer ou sur la terre ferme près de son lieu de décollage pour être réutilisé                    | En opération            |
| GSLV             | Inde         | 2001         | 5                              | 2,5 (GTO)                                | 402            | 49               | 4/5                    | | En opération            |
| H2A 204          | Japon        | 2006         | 15                             | 6 (GTO)                                  | 445            | 53               | 1/1                    | La série H2A comprend d'autres modèles Premier lancement 2001 14 lancements réussis sur 15                                                                                      | En opération            |
| Longue Marche 2F | Chine        | 1999         | 8,4                            | -                                        | 464            | 62               | 7/7                    | Destinée aux vols habités | En opération            |
| PSLV             | Inde         | 1993         | 3,2                            | 1.4 (GTO)                                | 294            | 44               | 18/20                  | | En opération            |
| Proton           | Russie       | 1965         | 22                             | 6 (GTO)                                  | 694            | 62               | 294/335                | | En opération            |
| Space Shuttle    | États-Unis   | 1981         | 24,4                           | 3,8 (GTO)                                | 2040           | 56               | 124/125                | Vols habités | Arrêtée                 |
| Saturn V         | États-Unis   | 1967         | 118                            | 47                                       | 3039           | 110              | 13/13                  | | Arrêtée                 |
| Soyouz-FG        | Russie       | 2001         | 7,1                            | -                                        | 305            | 49,5             | 17/17                  | Premiers vols de la série en 1966 (plus de 1700 vols) | En opération            |
| Titan IV B       | États-Unis   | 1997         | 21,7                           | 5,8                                      | 943            | 44               | 15/17                  | | Arrêtée                 |
| Vega             | Europe       | 2012         | 1,5                            | -                                        | 137            | 30               | 14/15                  | | En opération            |
| Zenit            | Ukraine      | 1999         | -                              | 5,3                                      | 462            | 59,6             | 26/29                  | Lancé depuis une plateforme mobile en mer | En opération            |

## Évolutions technologiques

### Réutilisation du lanceur
Le cout élevé de mise en orbite d'un engin spatial (pour un lanceur spatial non réutilisable le kilogramme placé en orbite basse est facturé en général entre 10 000 et 20 000 €) constitue un frein particulièrement important pour le développement de l'activité spatiale. Ce prix élevé découle principalement du processus de conception et de fabrication de cet engin dont chaque exemplaire produit ne peut être utilisé qu'une seule fois :
- Un lanceur est un engin très complexe car il fonctionne dans des conditions limites (température, pression, vibrations) en particulier son système de propulsion qui doit délivrer des poussées énormes.
- Le nombre de lancements, peu élevé, ne permet pas de bénéficier d'effet d'échelle à la construction : il y a environ 100 à 200 lancements par an répartis entre des dizaines de types de lanceur. Les lanceurs les plus réussis ne sont fabriqués qu'à quelques centaines d'exemplaires sur une période s'échelonnant sur plusieurs décennies.

La réutilisation partielle ou totale du lanceur permet d'abaisser le cout si d'une part les frais supplémentaires découlant de ce scénario (récupération du lanceur, remise en état) ne dépassent pas les économies réalisées et si d'autre part la fiabilité du lanceur n'est pas dégradée par sa réutilisation.
La fusée réutilisable idéale est un lanceur monoétage (SSTO) qui décolle et atterrit à l'horizontale comme un avion c'est-à-dire sans nécessiter d'infrastructures au sol spécifiques. Mais cette architecture est particulièrement complexe et sans doute hors de portée des capacités techniques contemporaines. Les recherches qui ont débouché sur un engin opérationnel durant la décennie 2010 (Falcon 9) ont porté sur les lanceurs multi-étages partiellement réutilisables tout en décollant et atterrissant à la verticale.

#### Lanceur spatial monoétage (SSTO)

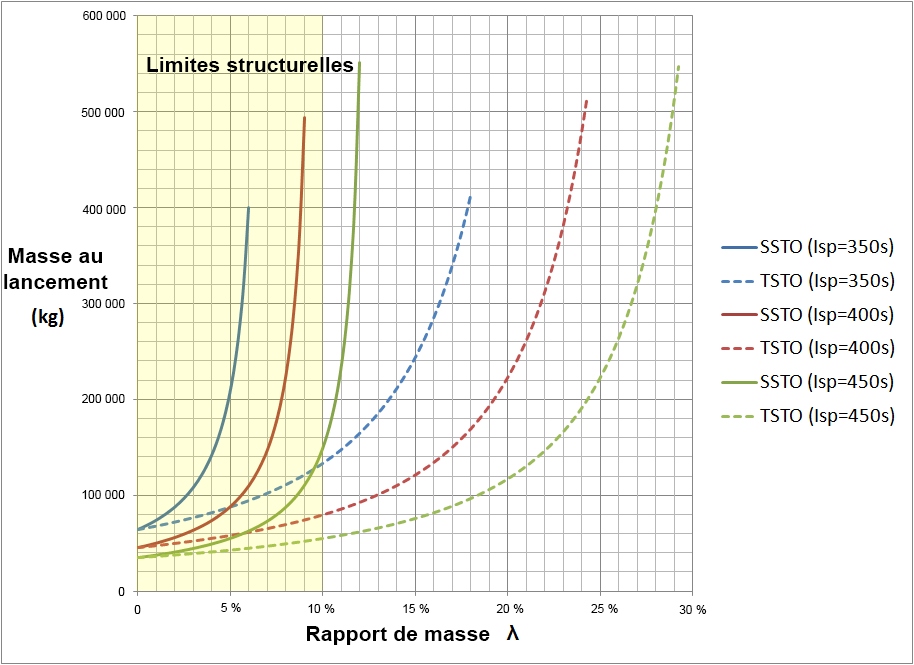
Schéma montrant la valeur du rapport de masse et de la masse au décollage nécessaires pour placer une charge utile de 4,5 tonnes en orbite basse (delta-V de 9,1 km/s) pour un lanceur mono-étage (SSTO représentés par un trait plein) et bi-étages (TSTO représenté par un trait en pointillé) en fonction du rendement de sa propulsion : Impulsion spécifique de 350, 400 et 450 secondes. Pour rappel le couple d'ergols oxygène liquide (LOX)/hydrogène liquide a une impulsion spécifique de 435 secondes tandis que celle du couple Kérosène/LOX est comprise entre 270 à 360 secondes. Les équipements et ergols nécessaires pour un retour sur Terre ne sont pas pris en compte donc ces courbes qui ne s'appliquent donc pas à un lanceur réellement réutilisable.

Le lanceur spatial monoétage (en anglais SSTO pour Single-stage-to-orbit) est un engin capable de se placer en orbite sans avoir à larguer une partie de ses composants comme le fait une fusée classique multi-étages. Le terme est utilisé presque exclusivement pour désigner le type de lanceur spatial réutilisable le plus abouti donc capable de revenir se poser sur Terre après avoir placé sa charge utile en orbite. Pour y parvenir il faut disposer à la fois (cf schéma ci-contre) d'un rapport de masse très faible (rapport entre la masse du lanceur vide et la masse du lanceur au décollage) et utiliser une propulsion efficace (impulsion spécifique élevée par exemple par le recours à l'hydrogène et à un mode d'alimentation des moteurs-fusées performant). S'il est possible de concevoir un lanceur mono étage à propulsion chimique pouvant placer sur une orbite basse une charge utile de relativement faible masse, sa réutilisation est de tout de façon compromise par le poids des équipements/ergols nécessaire à son retour sur Terre. Des concepts de lanceur monoétage sont étudiés depuis le début de l'ère spatiale en particulier aux Etats-Unis et des prototypes ont vu un début de réalisation mais aucun projet n'a abouti. La réutilisation totale d'un lanceur multi-étages, sur le point d'aboutir en 2024, constitue une alternative à la fois faisable et économiquement viable.

#### Propulsion magnéto-plasmique à impulsion spécifique variable

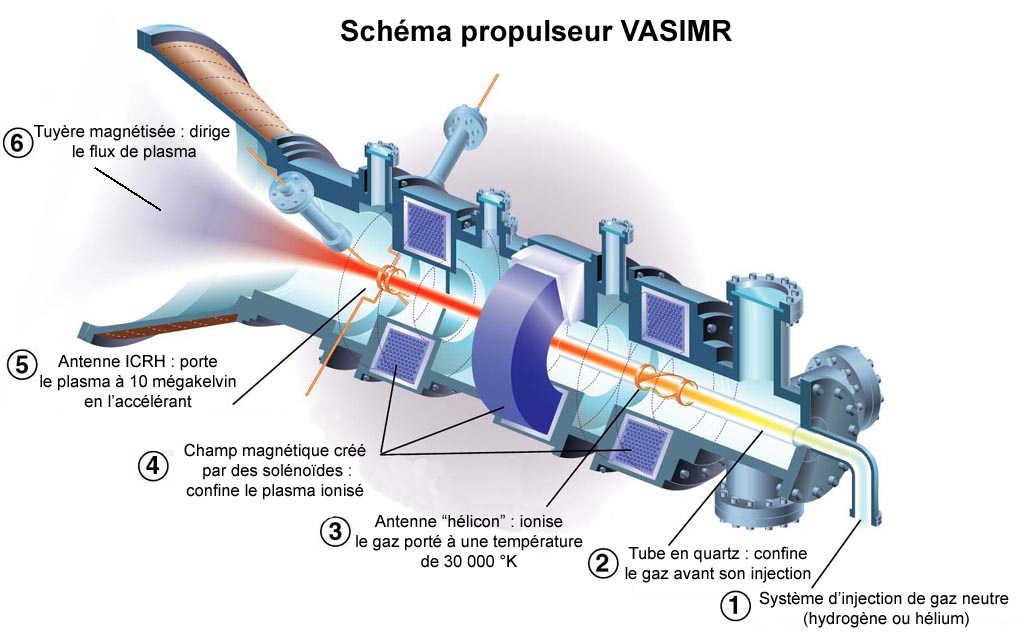
Propulseur VASIMR.

#### Exemples de lanceurs réutilisables opérationnels ou en cours de développement
| Caractéristique              | Navette spatiale américaine                                                      | Energia/Bourane                                                                               | Falcon 9                                                | VentureStar                                                           | Skylon                   | Starship                  |
| ---------------------------- | -------------------------------------------------------------------------------- | --------------------------------------------------------------------------------------------- | ------------------------------------------------------- | --------------------------------------------------------------------- | ------------------------ | ------------------------- |
| Pays                         | États-Unis                                                                       | Union soviétique                                                                              | États-Unis                                              | États-Unis                                                            | Royaume-Uni              | États-Unis                |
| Agence spatiale/Constructeur | NASA / North American                                                            | RKK Energia                                                                                   | SpaceX                                                  | NASA / Lockheed Martin                                                | Reaction Engines Limited | SpaceX                    |
| Dates                        | 1972-2011                                                                        | 1975-1988                                                                                     | 2011-                                                   | 1996-2001                                                             | 1990-                    | 2022 -                    |
| Nombre d'étages              | 2                                                                                | 2                                                                                             | 2                                                       | 1                                                                     | 1                        | 2                         |
| Décollage                    | Vertical                                                                         | Vertical                                                                                      | Vertical                                                | Vertical                                                              | Horizontal               | Vertical                  |
| Propulsion                   | Anaérobie                                                                        | Anaérobie                                                                                     | Anaérobie                                               | Anaérobie                                                             | Aérobie/Anaérobie        | Anaérobie                 |
| Atterrissage                 | Horizontal (Orbiter) + Parachutes (Booster)                                      | Horizontal (Bourane) + Parachutes (1erétage)                                                  | Vertical                                                | Horizontal                                                            | Horizontal               | Horizontal                |
| Réutilisation                | Partielle (Boosters + Orbiter)                                                   | Partielle (1erétage + Bourane)                                                                | Partielle (1er étage)                                   | Totale                                                                | Totale                   | Totale                    |
| Autres caractéristiques      | -                                                                                | -                                                                                             | Charge utile réduite de 50 % / version non réutilisable | Tuyère adaptative de type aerospike                                   | -                        |                           |
| Statut                       | 6 exemplaires construits (2 détruits) 135 vols Retiré du service en juillet 2011 | 2 vols : - Energia seul (1er étage non récupéré) - Energia + Bourane (1er étage non récupéré) | En service                                              | Démonstrateur suborbital X-33 partiellement construit (85%) Abandonné | Planche à dessin         | En cours de mise au point |

### Propulsion hybride anaérobie/aérobie

#### Tuyère aerospike

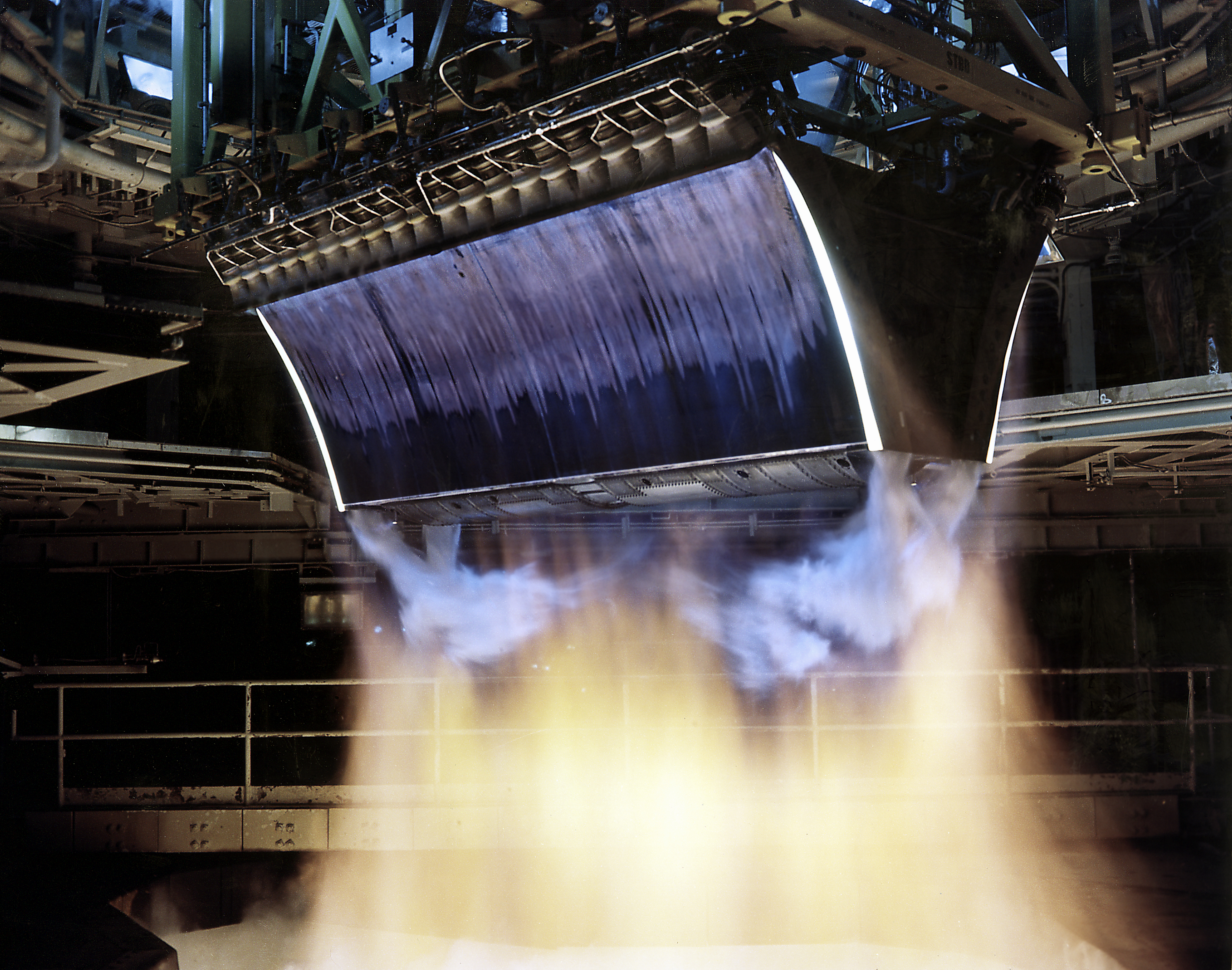
Le moteur XRS-2200 à tuyère aerospike linéaire destiné au Lockheed Martin X-33 testé en 2001.

Lorsqu'une fusée évolue dans l'atmosphère le moteur-fusée qui le propulse ne donne le meilleur de sa performance qu'à une altitude donnée. Le rendement du moteur-fusée est en effet en partie déterminé par la forme de la tuyère. Dans celle-ci, les gaz brûlés se détendent et transforment leur énergie thermique en énergie cinétique à l'origine de la poussée qui propulse la fusée. La forme et la longueur de la tuyère déterminent la pression de sortie des gaz brûlés ; or pour que le moteur fonctionne à son meilleur rendement, il est nécessaire que cette pression de sortie soit égale à la pression atmosphérique ambiante. Pour optimiser la poussée du moteur, il serait nécessaire que la pression des gaz en sortie diminue progressivement (allongement de la tuyère et évolution de sa forme) au fur et à mesure que la fusée s'élève et que la pression atmosphérique diminue.
Une tuyère de type aerospike permet d'apporter une solution au problème de l'adaptation de la tuyère à la pression ambiante. Avec ce type de tuyère, les gaz en sortie de la chambre de combustion sont éjectés, non pas dans la tuyère classique en forme de cloche et aux parois fixes mais le long d'une structure fixe (la rampe). Les gaz se détendent en étant canalisés d'une part par la rampe d'autre part par la masse d'air ambiante. Par cette méthode, la pression des gaz éjectés s'adapte automatiquement à la pression ambiante. Différentes formes de tuyère aerospike ont été étudiées : linéaire, annulaire... La rampe peut se terminer par une pointe ou être tronquée en expulsant des gaz formant une zone de surpression la prolongeant,. Les gaz peuvent être produits par plusieurs chambres de combustion placées en couronne autour de la rampe centrale ou par une chambre unique qui les expulse à travers une fente annulaire. Un moteur-fusée équipé d'une tuyère de ce type peut utiliser 20 à 30 % d'ergols en moins à basse altitude là les besoins de poussée sont les plus importants.
Parmil les inconvénients d'une tuyère aerospike on peut citer sa complexité et sa masse plus élevée du fait de la présence de la rampe centrale. Mais son principal handicap est dû à la nécessité de refroidir suffisamment la rampe qui est directement frappée par les jets de gaz en sortie de la chambre de combustion. En outre, la plus grande surface refroidie peut réduire les performances en deçà des niveaux théoriques en réduisant la pression contre la tuyère. Enfin les moteurs aerospike ont un rendement faible lorsque la vitesse est peu élevée (Mach compris entre 1 et 3) car le flux d'air autour du véhicule n'exerce pas assez de pression, ce qui diminue la poussée.
Rocketdyne a mené une longue série de tests dans les années 1960 sur différentes formes de tuyère Aerospike. Trente ans plus tard, leur travail a été réutilisé pour le projet X-33 de la NASA. Le moteur XRS-2200 était basé sur le J-2S et utilisait une pointe linéaire. Il a fait l'objet de nombreux tests sur banc d'essais avant que le programme X-33 soit annulé. Au cours de la décennie 2010 plusieurs constructeurs de lanceurs spatiaux - notamment Firefly Aerospace sur la première version de son lanceur Firefly Alpha vers 2014 - ont tenté de mettre en oeuvre une tuyère aerospike sans, pour l'instant (début 2024), déboucher sur un moteur opérationnel.

### Lanceur spatial aéroporté
Un lanceur spatial aéroporté est une fusée qui est larguée en haute altitude depuis un avion porteur. Cette configuration présente théoriquement deux avantages. Le lanceur aéroporté est largué alors que la vitesse de l'avion porteur atteint environ Mach 0,8 et à une altitude d'environ 8 000 mètres. À cette altitude l'air est beaucoup moins dense. En combinant les avantages liés à sa vitesse initiale, à la réduction de la trainée liée à la plus faible densité de l'atmosphère et à l'altitude de largage (les forces de gravité agissent moins longtemps), le gain est estimé à 10 % du delta-V total nécessaire pour la satellisation en orbite basse (7,7 km/s). De manière mécanique, ce gain permet d'augmenter d'environ 2,5 % le ratio masse de charge utile sur masse totale sans nécessiter le recours à des ergols très performants (mais complexes à mettre en œuvre) ou l'utilisation d'une structure excessivement allégée. Un lanceur aéroporté permet, contrairement à un lanceur classique, de choisir son lieu de lancement ainsi que l’azimut de lancement. Il permet dans une certaine mesure d'échapper aux aléas météorologiques. Aucune installation de lancement n'est nécessaire : l'avion porteur décolle d'une piste d'aéroport normale. Pour pouvoir être emporté par un avion porteur, la masse du lanceur est limitée et cette configuration est donc réservée à de petits lanceurs capables de placer quelques centaines de kilogrammes en orbite terrestre basse. Courant 2024 seuls deux lanceurs de ce type ont été utilisés de manière opérationnelle - Pegasus (1990-2021) et LauncherOne (2020-2023) - mais leur carrière opérationnelle a été arrêtée car il s'est avéré que leur cout était supérieur à celui de lanceurs classiques.

## Les fusées en tant que thème littéraire
Les fusées sont particulièrement présentes dans le domaine de la science-fiction où elles sont associées au vol spatial. Une des premières représentations particulièrement réaliste du fonctionnement d'une fusée est l'album de BD On a marché sur la Lune où l'auteur belge Hergé faisait poser le pied sur la Lune à son équipage dirigé par Tintin en 1954, soit quinze ans avant Neil Armstrong.